# Lijst van personen overleden in 1979
Dit is een lijst van personen die zijn overleden in 1979.

## Januari

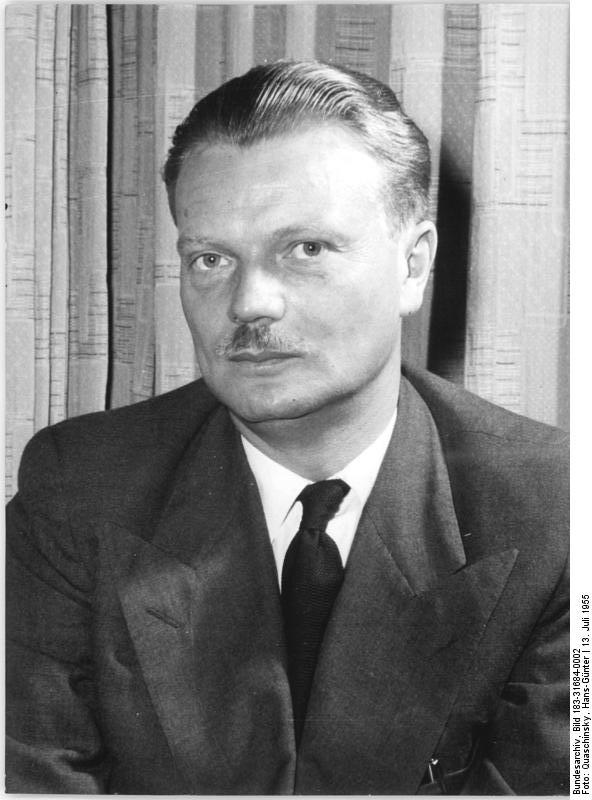
Bolesław Piasecki
1 januari

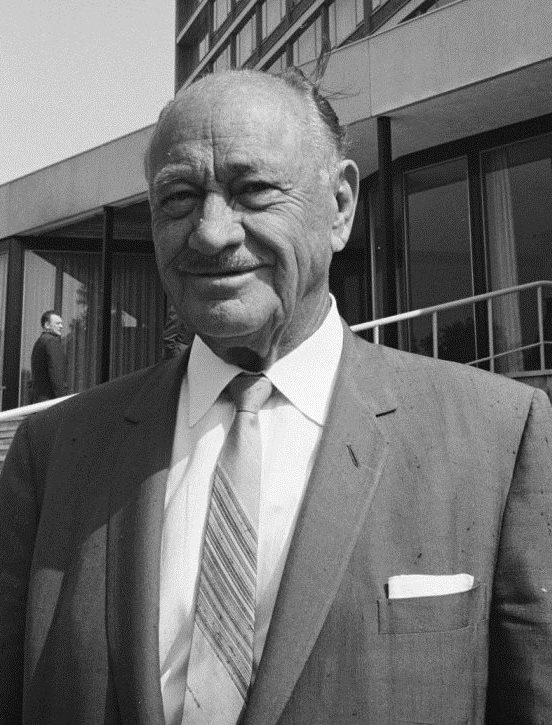
Conrad Hilton
3 januari

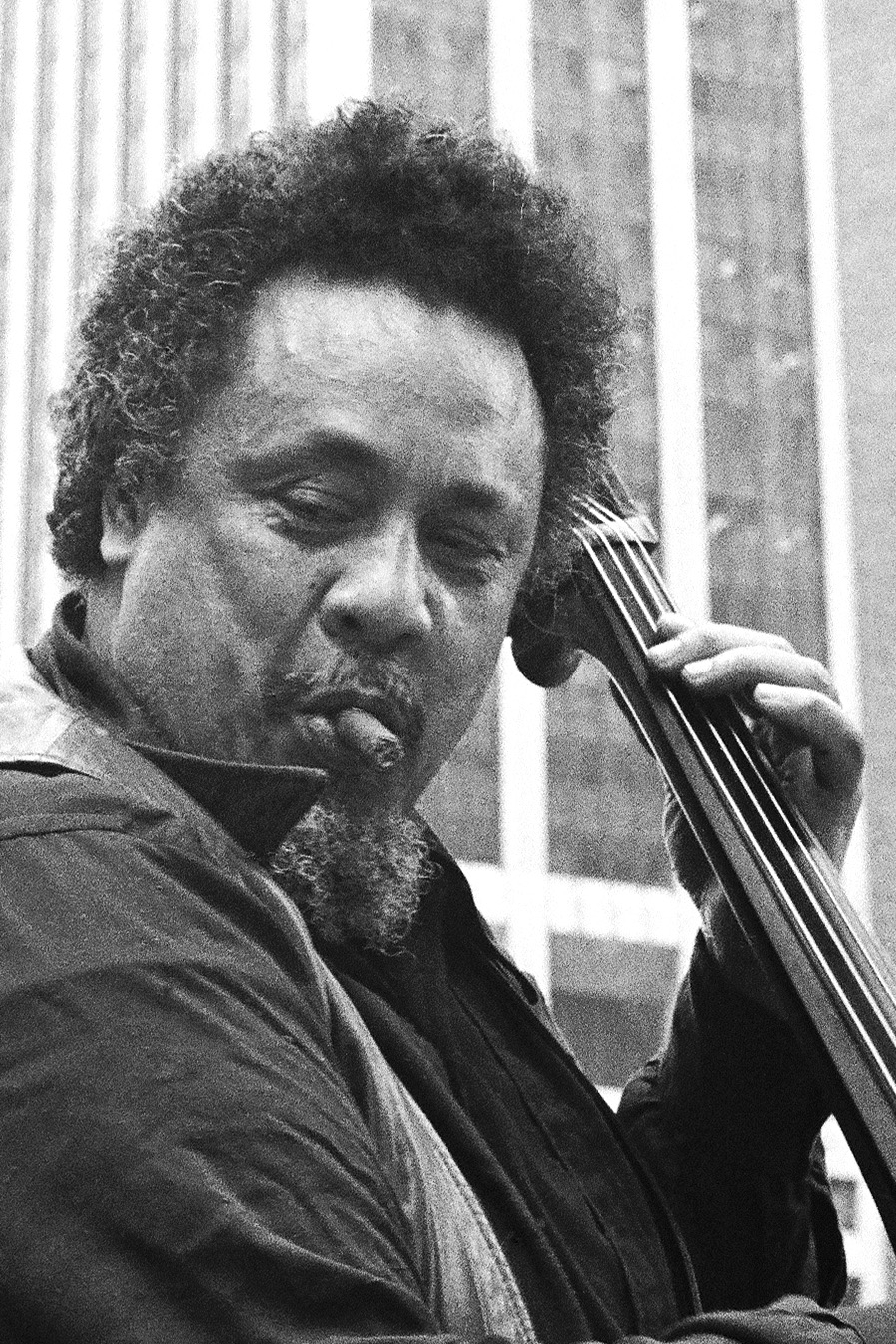
Charles Mingus
5 januari

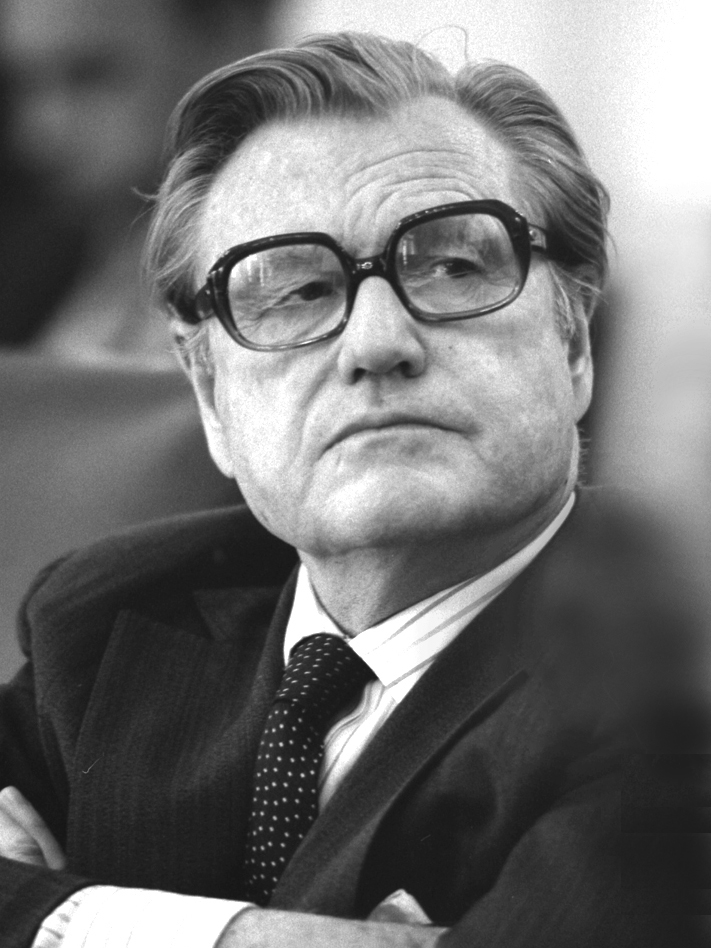
Nelson Rockefeller
26 januari

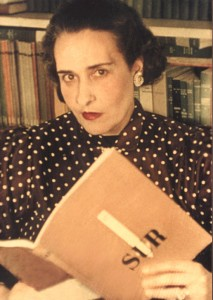
Victoria Ocampo
27 januari

| 1 | 2 | 3 | 4 | 5 | 6 | 7 | 8 | 9 | 10 | 11 | 12 | 13 | 14 | 15 | 16 | 17 | 18 | 19 | 20 | 21 | 22 | 23 | 24 | 25 | 26 | 27 | 28 | 29 | 30 | 31 |
| - | - | - | - | - | - | - | - | - | -- | -- | -- | -- | -- | -- | -- | -- | -- | -- | -- | -- | -- | -- | -- | -- | -- | -- | -- | -- | -- | -- |

### 1 januari
- Bolesław Piasecki (63), Pools politicus

### 3 januari
- Conrad Hilton (91), Amerikaans ondernemer

### 4 januari
- Peter Frankenfeld (65), Duits presentator, acteur, zanger en entertainer

### 5 januari
- Charles Mingus (56), Amerikaans jazzmusicus

### 6 januari
- Hoyte Jolles (92), Nederlands schout-bij-nacht

### 7 januari
- Brunella Gasperini (60), Italiaans journalist en schrijfster
- Karel Nagel (44), Nederlands politicus

### 8 januari
- Victor Hubinon (54), Belgisch striptekenaar

### 13 januari
- Donny Hathaway (33), Amerikaans zanger
- Gustaaf Wuyts (81), Belgisch atleet

### 15 januari
- Charles W. Morris (77), Amerikaans filosoof
- Nico Rost van Tonningen (89), Nederlands militair, adjudant van de koningin
- Yang Zhongjian (81), Chinees paleontoloog

### 16 januari
- Peter Butterworth (59), Brits acteur
- Fred Elizalde (71), Filipijns componist en musicus
- Jelle Troelstra (87), Nederlands kunstschilder en graficus

### 18 januari
- Hans Scherfig (73), Deens schrijver en kunstenaar

### 19 januari
- Paul Meurisse (66), Frans acteur

### 20 januari
- Cornelis Leenheer (72), Nederlands waterpolospeler
- Maurice Lemaire (83), Frans politicus
- Gustav Winckler (53), Deens zanger

### 21 januari
- Johann Tauscher (69), Oostenrijks handbalspeler

### 22 januari
- Jervand Kotsjar (79), Armeens kunstenaar
- Ali Hassan Salameh (38), Palestijns terrorist

### 23 januari
- Jacob Cornelis van Staveren (89), Nederlands elektrotechnische ingenieur

### 24 januari
- Johannes de Klerk (75), Zuid-Afrikaans politicus

### 26 januari
- Nelson Rockefeller (70), Amerikaans politicus

### 27 januari
- Ramón José Castellano (75), Argentijns aartsbisschop
- Victoria Ocampo (88), Argentijns schrijfster
- Joseph Wiersma (69), Nederlands verzetsstrijder

### 28 januari
- Andor Bereï (78), Hongaars politicus

### 30 januari
- Aloïs Sledsens (71), Belgisch politicus

### 31 januari
- Grant Green (43), Amerikaans jazzgitarist
- Rixt (91), Nederlands dichteres

## Februari

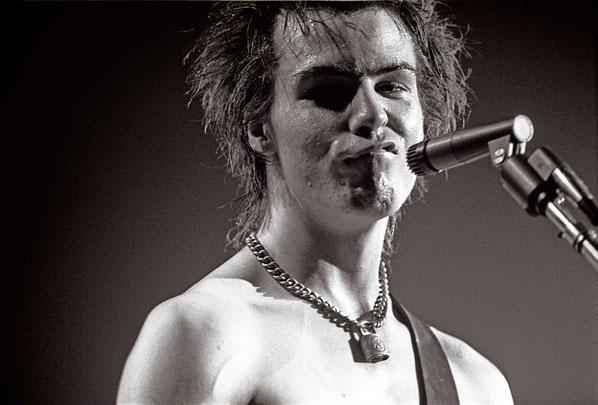
Sid Vicious
2 februari

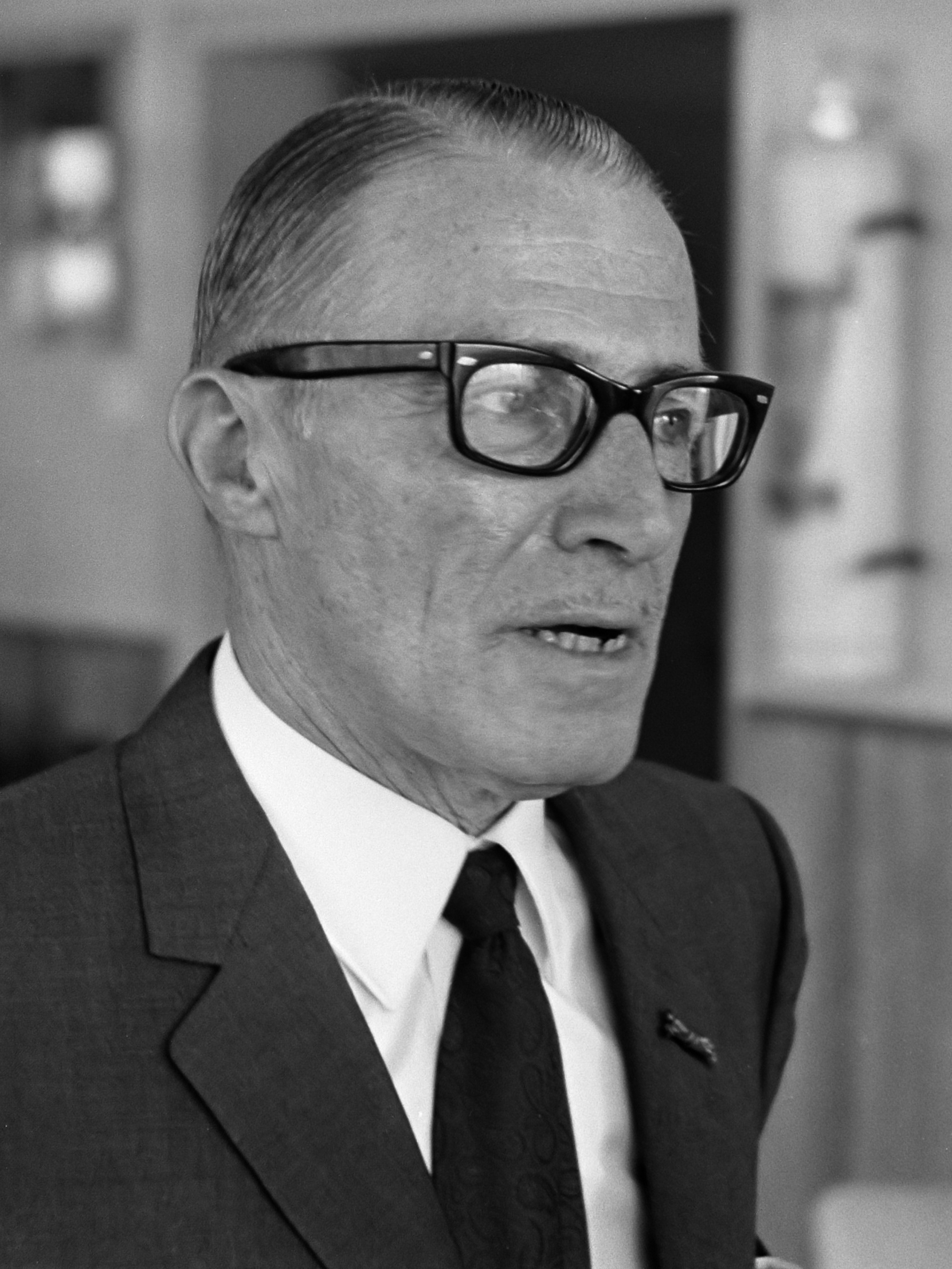
C.F. Scheffer
3 februari

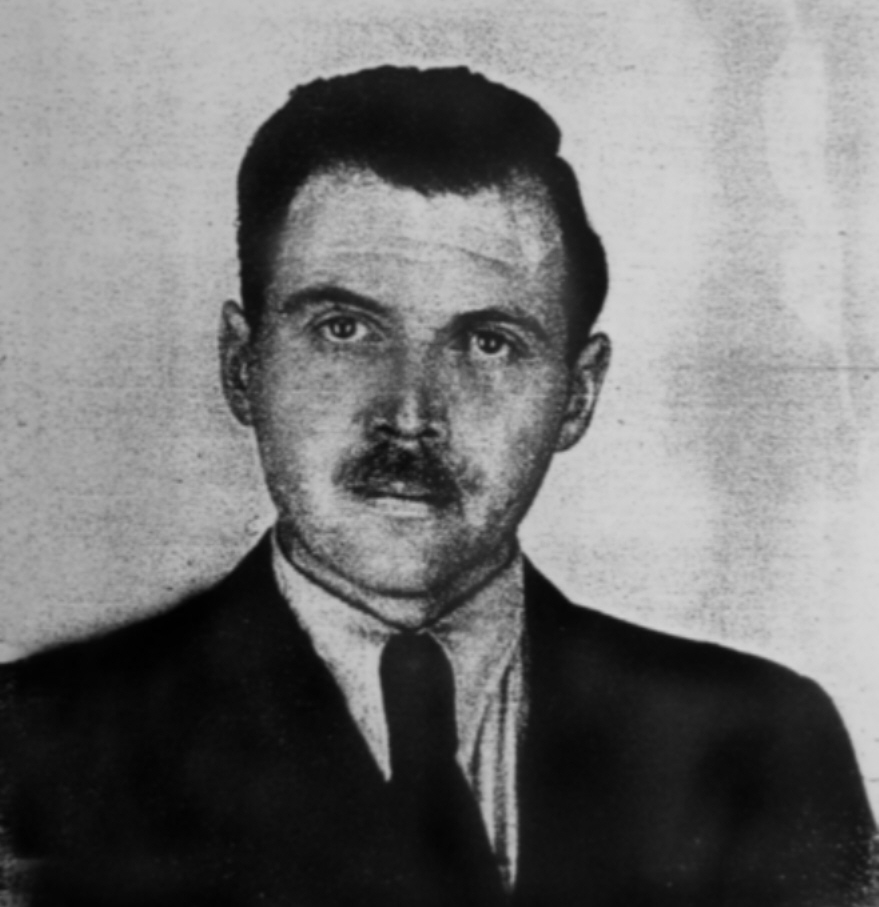
Josef Mengele
7 februari

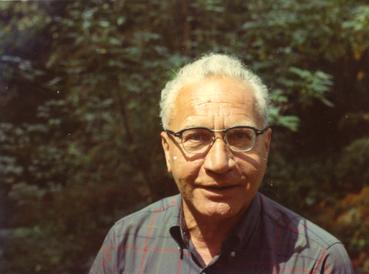
Michel Loève
17 februari

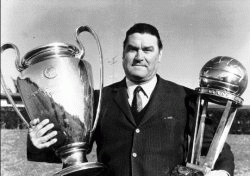
Nereo Rocco
20 februari

| 1 | 2 | 3 | 4 | 5 | 6 | 7 | 8 | 9 | 10 | 11 | 12 | 13 | 14 | 15 | 16 | 17 | 18 | 19 | 20 | 21 | 22 | 23 | 24 | 25 | 26 | 27 | 28 |
| - | - | - | - | - | - | - | - | - | -- | -- | -- | -- | -- | -- | -- | -- | -- | -- | -- | -- | -- | -- | -- | -- | -- | -- | -- |

### 2 februari
- Sekiryo Kaneda (77), Japans ondernemer
- Margarito Ramírez (88), Mexicaans politicus
- Sid Vicious (21), Brits bassist

### 3 februari
- Cornelis Franciscus Scheffer (67), Nederlands econoom en bestuurder

### 6 februari
- Alain Teister (47), Nederlands schrijver en schilder

### 7 februari
- Peanuts Holland (68), Amerikaans jazztrompettist
- Josef Mengele (67), Duits oorlogsmisdadiger

### 8 februari
- Arthur May (75), Surinaams politicus
- Henk Rijnders (74), Nederlands roeier

### 9 februari
- Dennis Gabor (78), Hongaars-Brits natuurkundige

### 10 februari
- Edvard Kardelj (69), Joegoslavisch politicus
- Pieter Jan Molenaar (71), Nederlands muziekuitgever

### 11 februari
- Marie Delcourt (87), Belgisch klassiek filologe, historica, hoogleraar en feministe
- Adolphe Ducobu (60), Belgisch politicus
- Alfons Smets (70), Belgisch burgemeester

### 12 februari
- Jules Descampe (67), Belgisch politicus
- Jean Renoir (84), Frans filmregisseur
- Karel Voogt (57), Nederlands voetballer

### 15 februari
- Adiel Debeuckelaere (90), Belgisch politicus
- Zbigniew Seifert (32), Pools jazzviolist

### 16 februari
- Henk Steeman (85), Nederlands voetballer

### 17 februari
- Michel Loève (72), Amerikaans wiskundige

### 20 februari
- Nereo Rocco (66), Italiaans voetballer en voetbaltrainer

### 21 februari
- Waldemar de Brito (65), Braziliaans voetballer

### 24 februari
- Sam Goudeket (93), Nederlands vakbondsbestuurder

## Maart

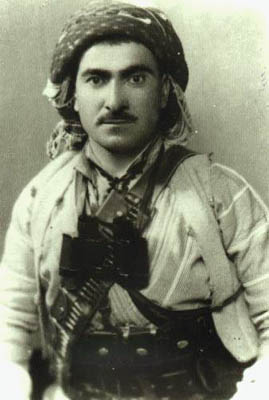
Mustafa Barzani
1 maart

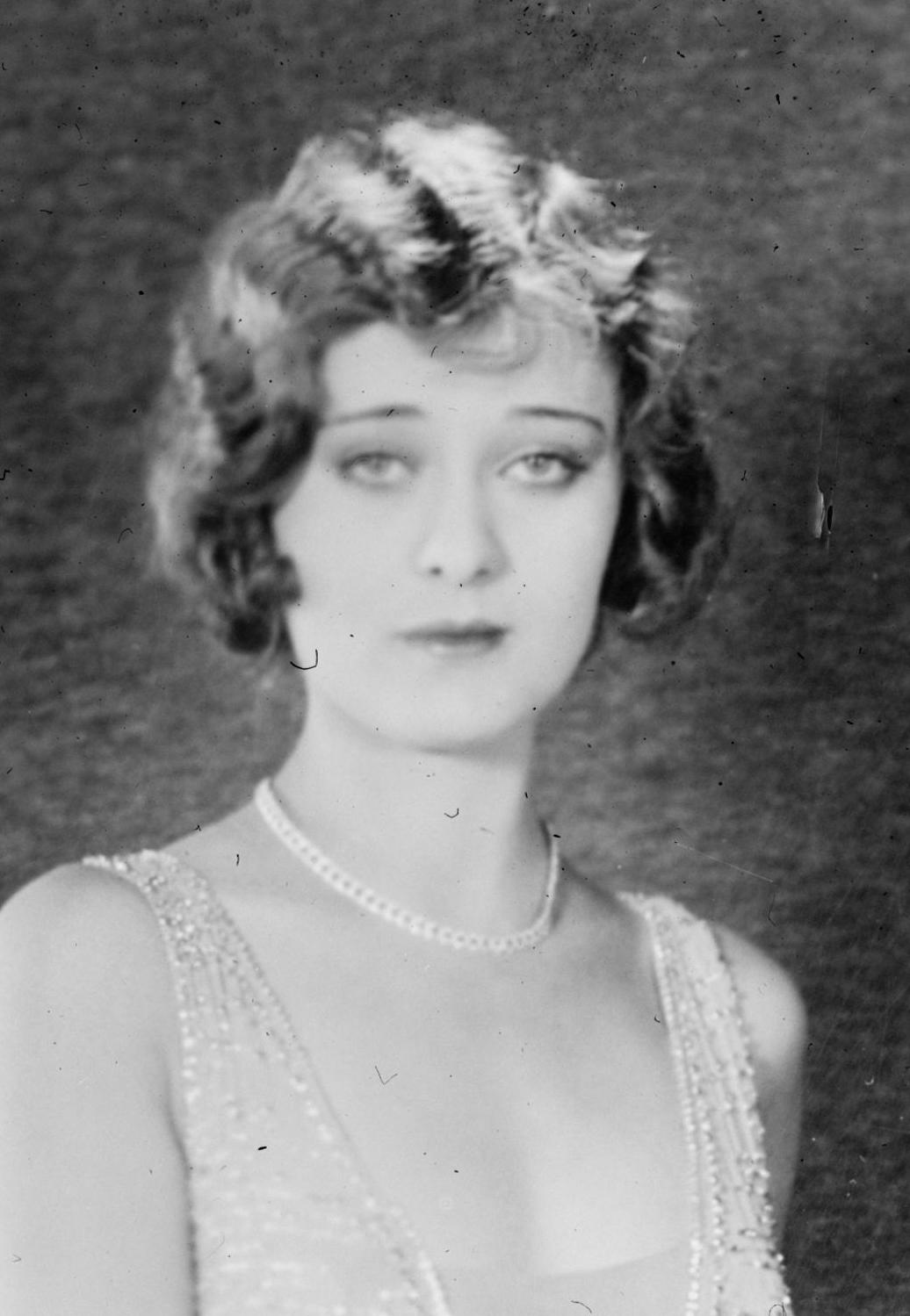
Dolores Costello
1 maart

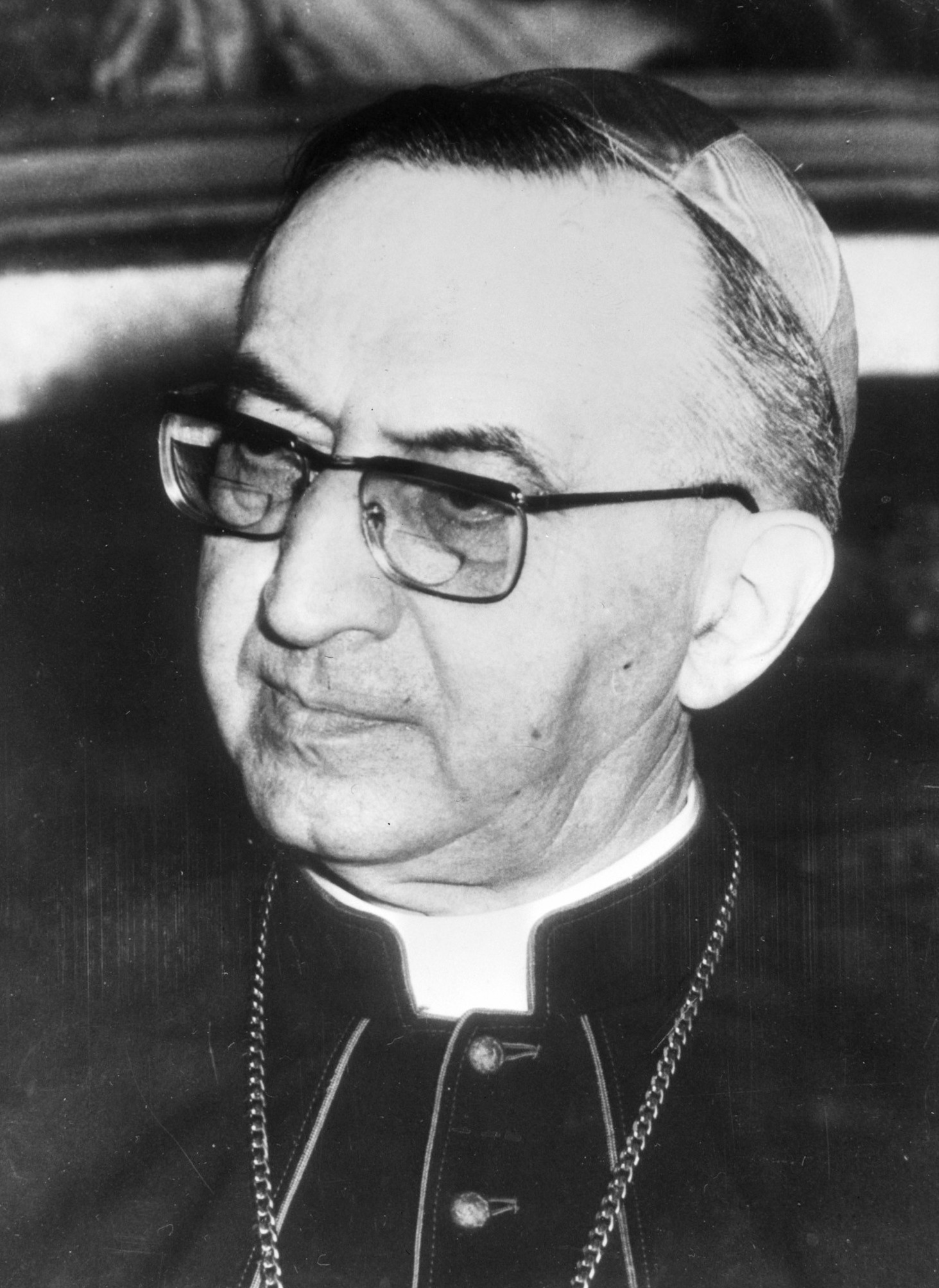
Jean-Marie Villot
9 maart

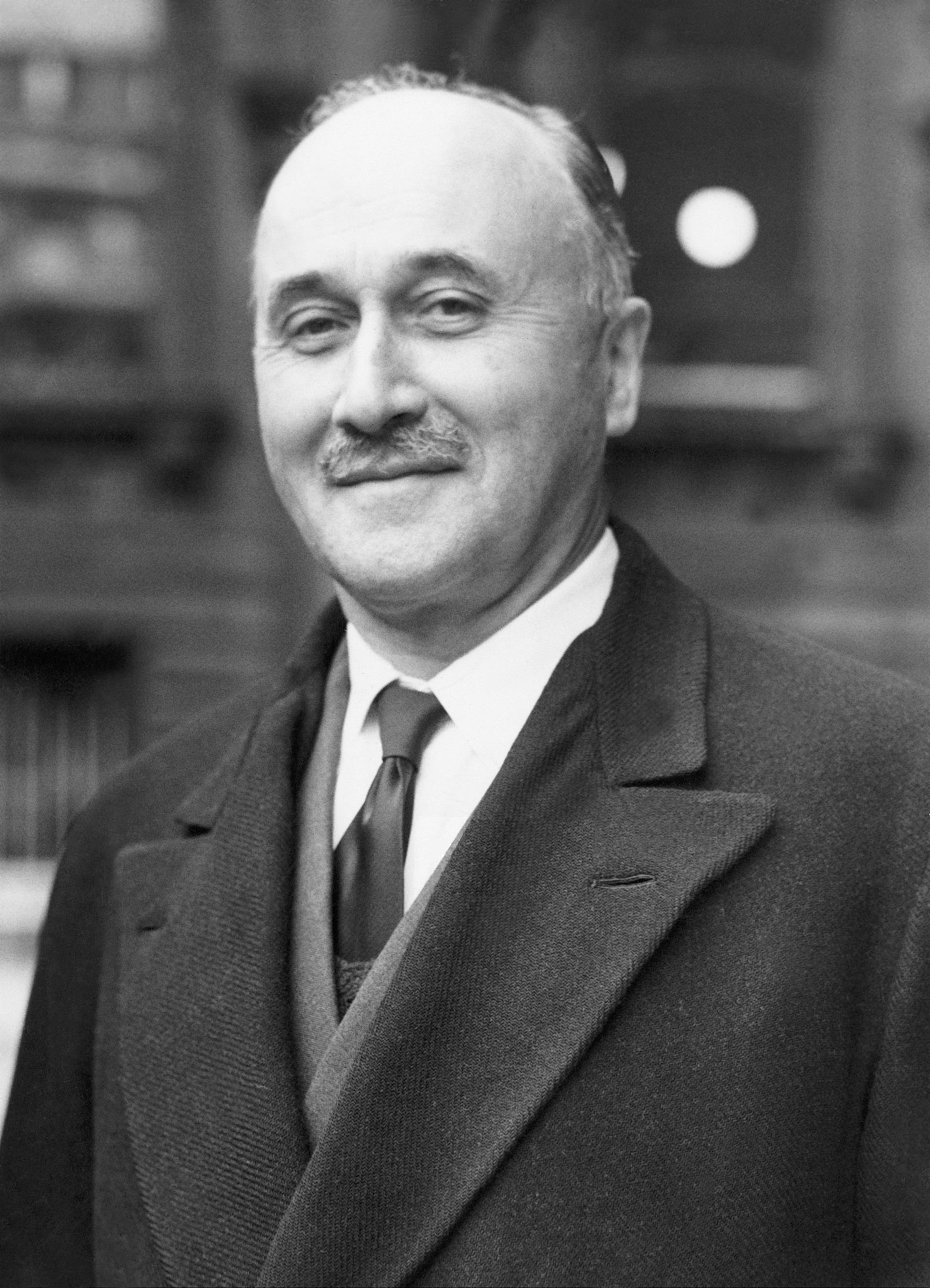
Jean Monnet
16 maart

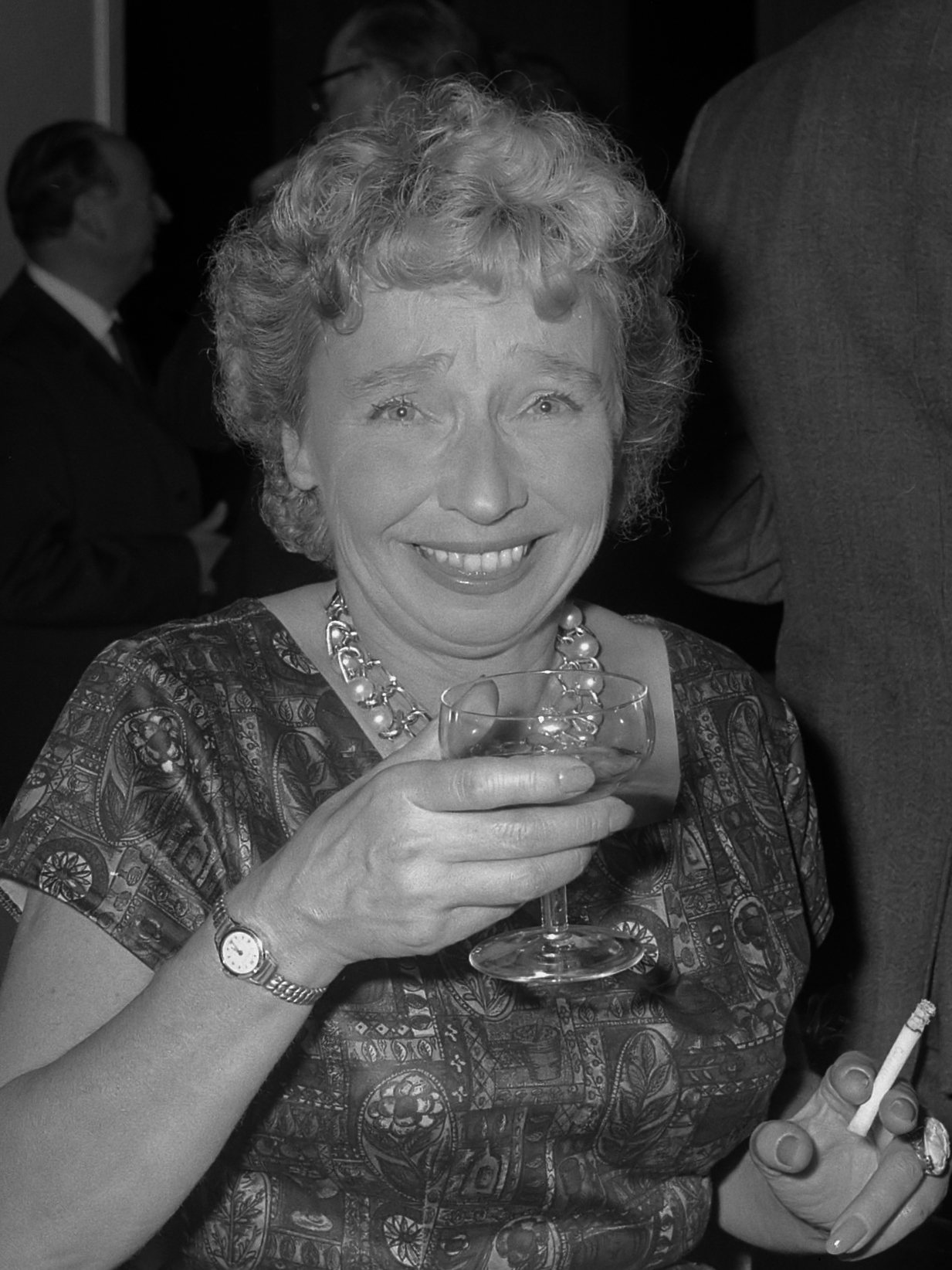
Wiesje Bouwmeester
23 maart

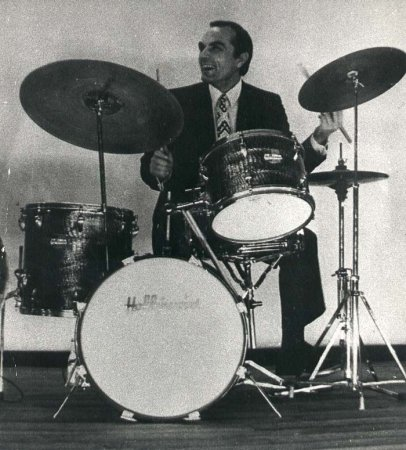
Franco Manzecchi
25 maart

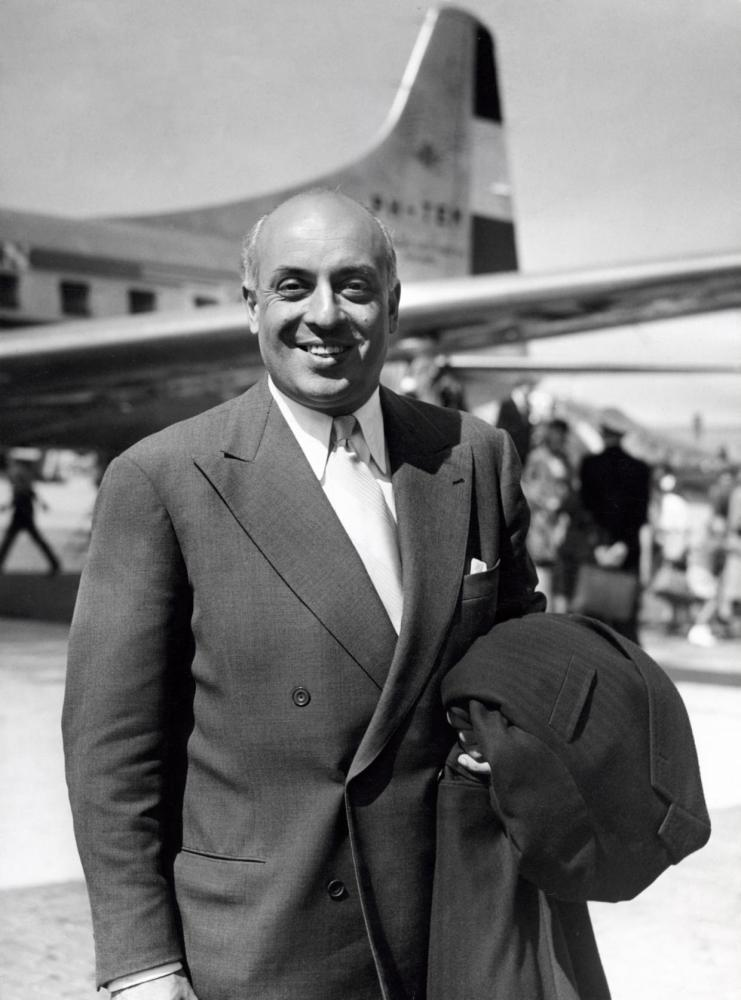
Ray Ventura
29 maart

| 1 | 2 | 3 | 4 | 5 | 6 | 7 | 8 | 9 | 10 | 11 | 12 | 13 | 14 | 15 | 16 | 17 | 18 | 19 | 20 | 21 | 22 | 23 | 24 | 25 | 26 | 27 | 28 | 29 | 30 | 31 |
| - | - | - | - | - | - | - | - | - | -- | -- | -- | -- | -- | -- | -- | -- | -- | -- | -- | -- | -- | -- | -- | -- | -- | -- | -- | -- | -- | -- |

### 1 maart
- Mustafa Barzani (75), Koerdisch politiek leider
- Dolores Costello (75), Amerikaans actrice

### 4 maart
- Arthur Janssen (93), Belgisch priester

### 5 maart
- Gep Landaal (79), Nederlands voetballer
- Cor van Oel (79), Nederlands kunstschilder

### 6 maart
- Floor den Hartog (81), Nederlands politicus

### 7 maart
- Klaus Egge (72), Noors componist

### 8 maart
- Gérard Blitz (77), Belgisch zwemmer en waterpolospeler
- Dik Esser (60), Nederlands hockeyspeler
- Gaspard Lemaire (79), Belgisch zwemmer

### 9 maart
- András Cseh (83), Hongaars-Nederlands priester en esperantist
- Jean-Marie Villot (73), Frans kardinaal

### 10 maart
- Jan Lodewijk Pierson jr. (85), Nederlands japanoloog, dichter en publicist
- Carl von Tiedemann (100), Duits militair

### 11 maart
- Jeanne Leleu (80), Frans componiste
- Armand Massonet (87), Belgisch kunstschilder

### 12 maart
- Armand Lonque (71), Belgisch componist

### 13 maart
- Gerard Loncke (74), Belgisch wielrenner

### 14 maart
- Heinz Pollay (71), Duits ruiter

### 15 maart
- Maurits Geerardyn (83), Belgisch priester en Vlaams activist
- Léonide Massine (82), Russisch balletdanser en choreograaf

### 16 maart
- Dany Dauberson (54), Frans zangeres en actrice
- Jean Monnet (90), Frans diplomaat en politicus

### 18 maart
- Henri Cox (79), Nederlands roeier

### 21 maart
- Kees Manders (65), Nederlands zanger en cabaretier

### 22 maart
- Manuel Colom Argueta (46), Guatemalteeks politicus
- Gerard Desmet (72), Belgisch wielrenner
- Walter Legge (72), Brits muziekproducent

### 23 maart
- Wiesje Bouwmeester (69), Nederlands actrice

### 24 maart
- Ole Lund Kirkegaard (38), Deens schrijver

### 25 maart
- Anton Heiller (55), Oostenrijks componist
- Franco Manzecchi (47), Italiaans drummer
- Andreas Rinkel (90), Nederlands bisschop

### 26 maart
- Léon Reuter (78), Belgisch politicus
- Jean Stafford (63), Amerikaans schrijver

### 29 maart
- Henri Anspach (96), Belgisch schermer
- Ray Ventura (70), Frans zanger
- Nel Meijer (79), Nederlands verzetsstrijdster

### 30 maart
- Hans Liesche (87), Duits atleet

## April

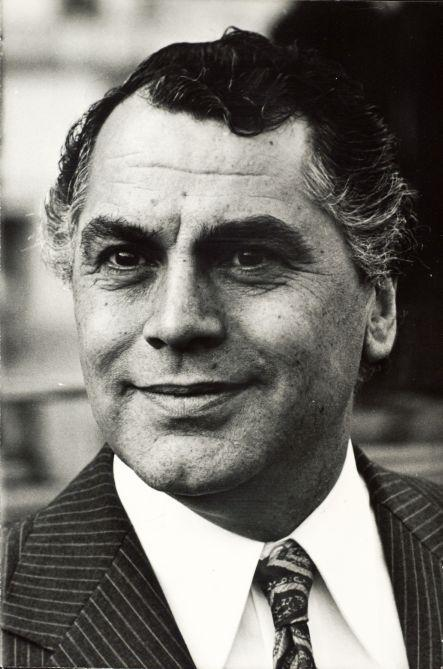
Rinus Peijnenburg
1 april

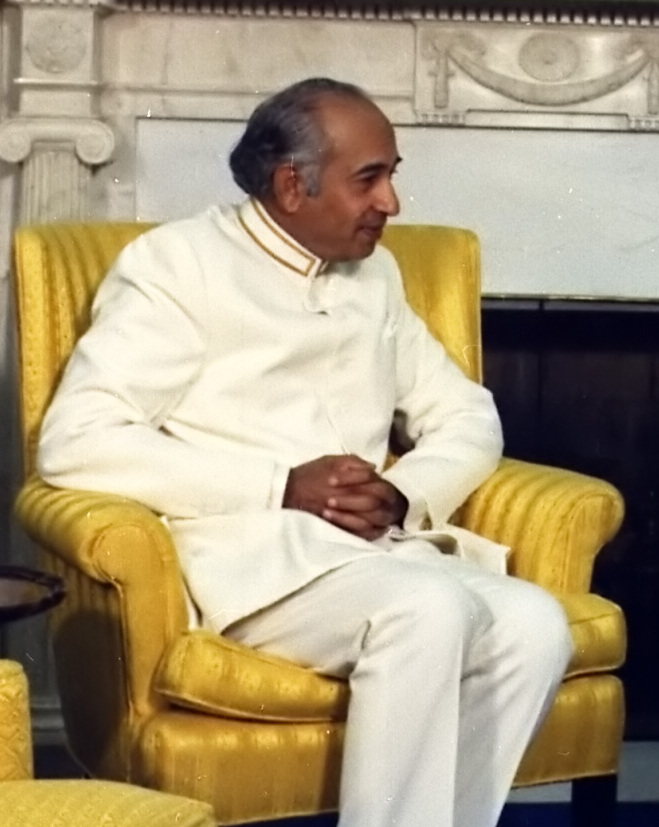
Zulfikar Ali Bhutto
4 april

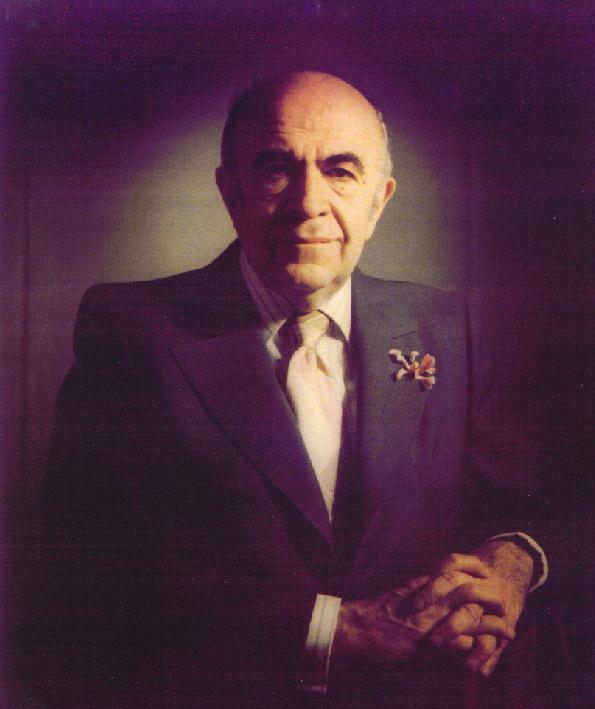
Amir Hoveida
7 april

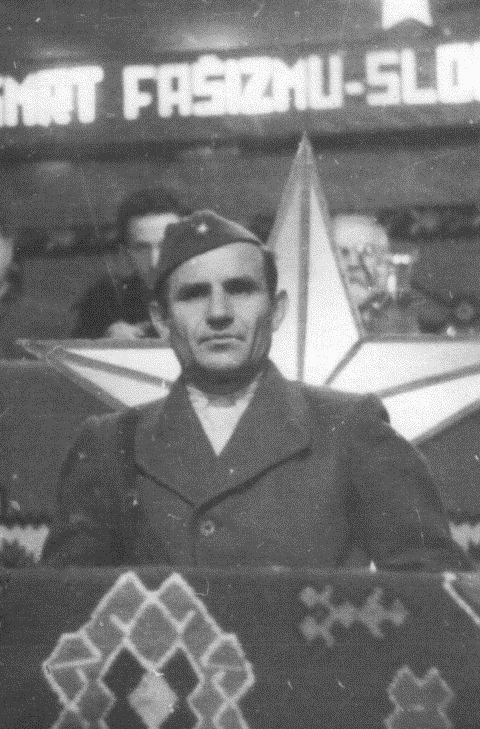
Đuro-Stari Pucar
12 april

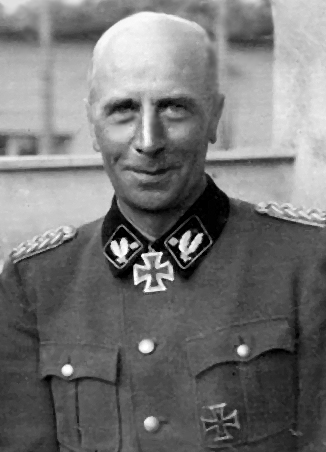
Wilhelm Bittrich
19 april

| 1 | 2 | 3 | 4 | 5 | 6 | 7 | 8 | 9 | 10 | 11 | 12 | 13 | 14 | 15 | 16 | 17 | 18 | 19 | 20 | 21 | 22 | 23 | 24 | 25 | 26 | 27 | 28 | 29 | 30 |
| - | - | - | - | - | - | - | - | - | -- | -- | -- | -- | -- | -- | -- | -- | -- | -- | -- | -- | -- | -- | -- | -- | -- | -- | -- | -- | -- |

### 1 april
- Willem Glasbergen (55), Nederlands archeoloog
- Rinus Peijnenburg (51), Nederlands politicus

### 3 april
- Jan Marginus Somer (79), Nederlands militair en verzetsstrijder

### 4 april
- Zulfikar Ali Bhutto (51), Pakistaans politicus

### 6 april
- Johannes Sluijmer (84), Nederlands architect
- Jan Vader (72), Nederlands burgemeester

### 7 april
- Bruno Apitz (78), Duits schrijver
- Amir Hoveida (60), Iraans politicus
- Marcel Jouhandeau (90), Frans schrijver

### 10 april
- Hetty Beck (91), Nederlands actrice
- Wim Lambooy, Nederlands burgemeester
- Nino Rota (67), Italiaans componist

### 12 april
- Đuro-Stari Pucar (79), Bosnisch-Joegoslavisch politicus

### 16 april
- Sergej Ivanovitsj Medvedev (80), Russisch entomoloog
- Johan Theunisz (78), Nederlands historicus en schrijver

### 17 april
- George Martens (84), Nederlands kunstenaar
- Yukio Tsuda (61), Japans voetballer

### 18 april
- Pedro Suárez (70), Spaans-Argentijns voetballer
- Robert Frédéric Groeninx van Zoelen (90), Nederlands publicist

### 19 april
- Wilhelm Bittrich (85), Duits militair
- Fred Castro (64), Filipijns rechter

### 20 april
- Charles Shackford (61), Amerikaans componist

### 23 april
- Raoul Vreven (78), Belgisch politicus

### 24 april
- Willem Gerrit Witteveen (88), Nederlands stedenbouwkundige

### 25 april
- August De Block (86), Belgisch politicus
- Robert van 't Hoff (91), Nederlands architect

### 29 april
- Julia Amanda Perry (55), Amerikaans componiste

### 30 april
- Jaap Bulder (83), Nederlands voetballer

## Mei

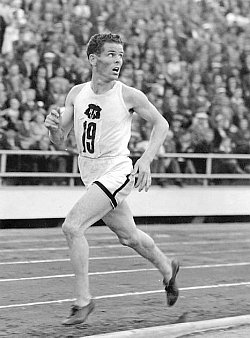
Taisto Mäki
1 mei

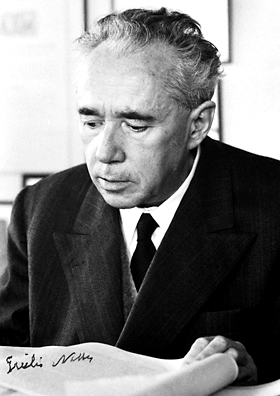
Giulio Natta
2 mei

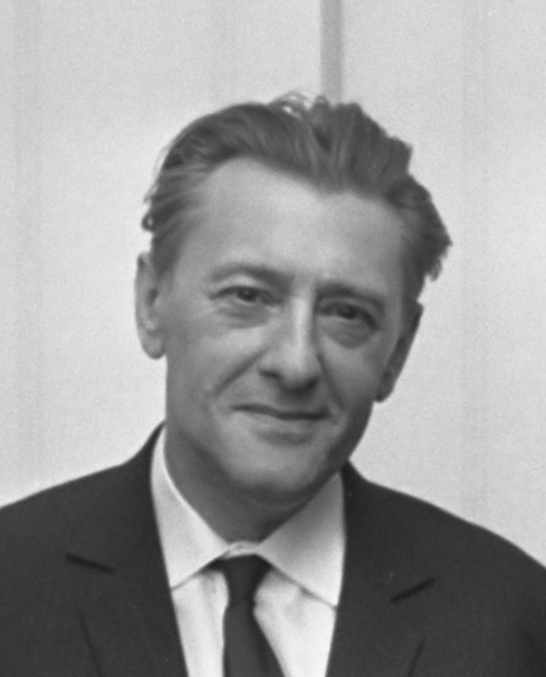
Louis Paul Boon
10 mei

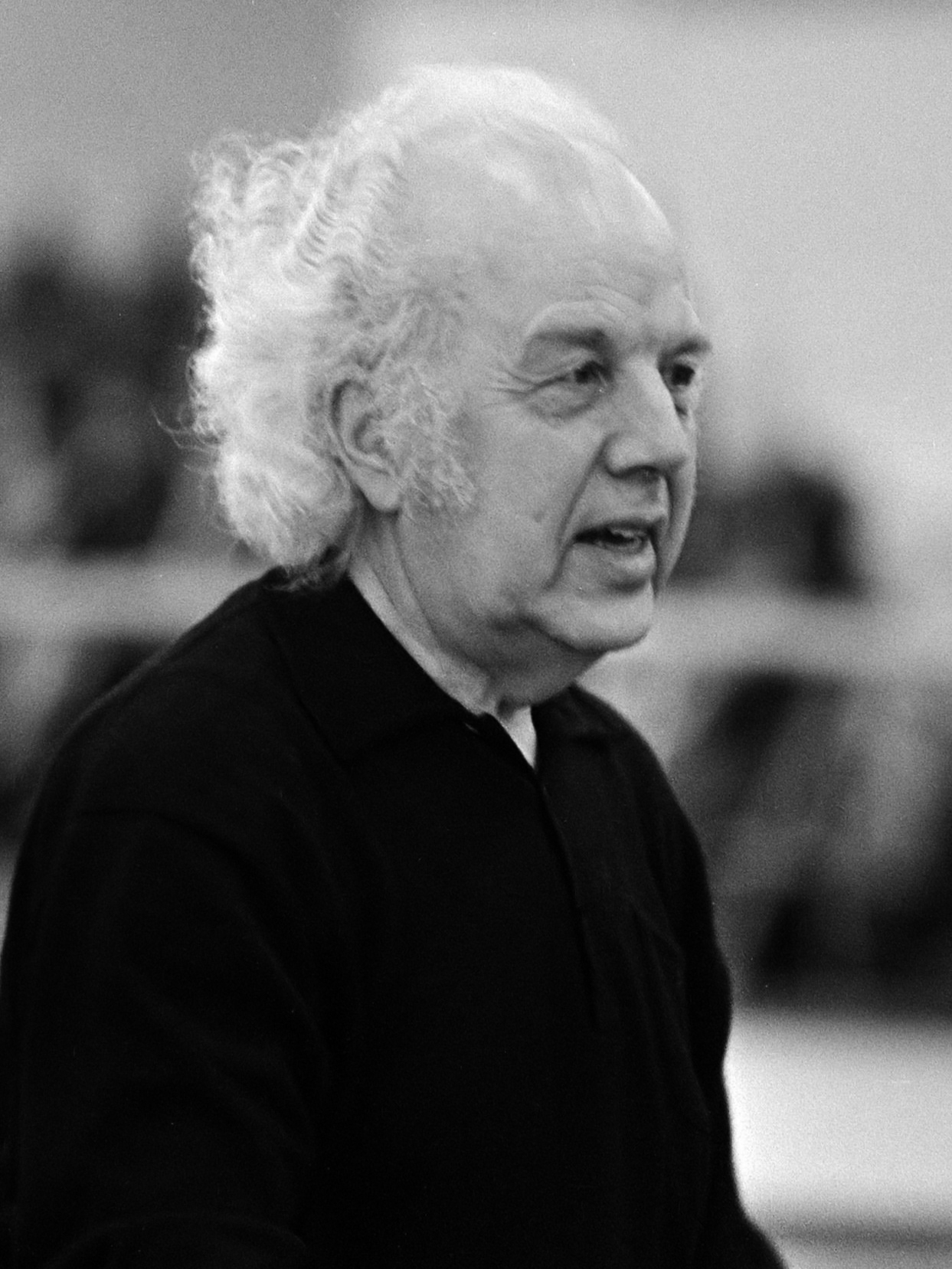
Kurt Jooss
22 mei

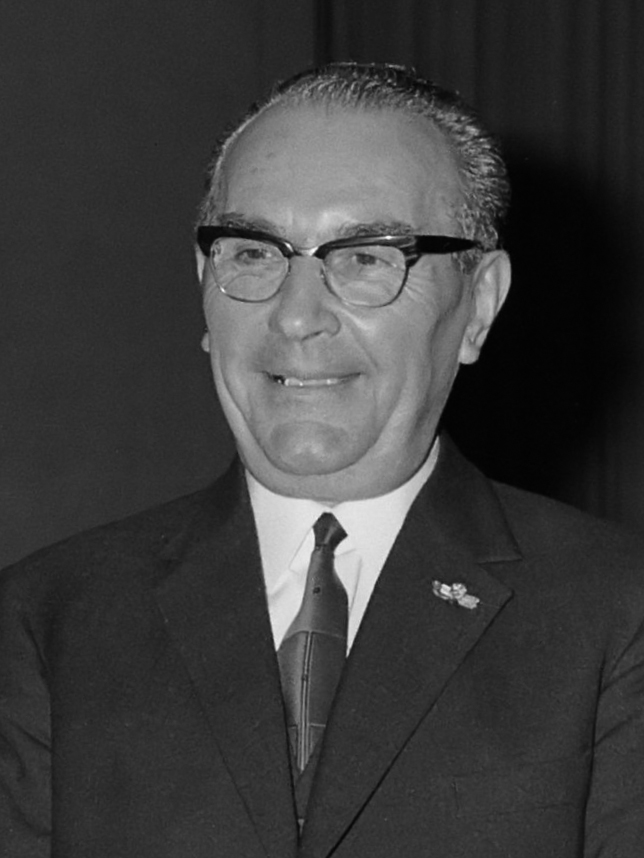
Hub van Doorne
23 mei

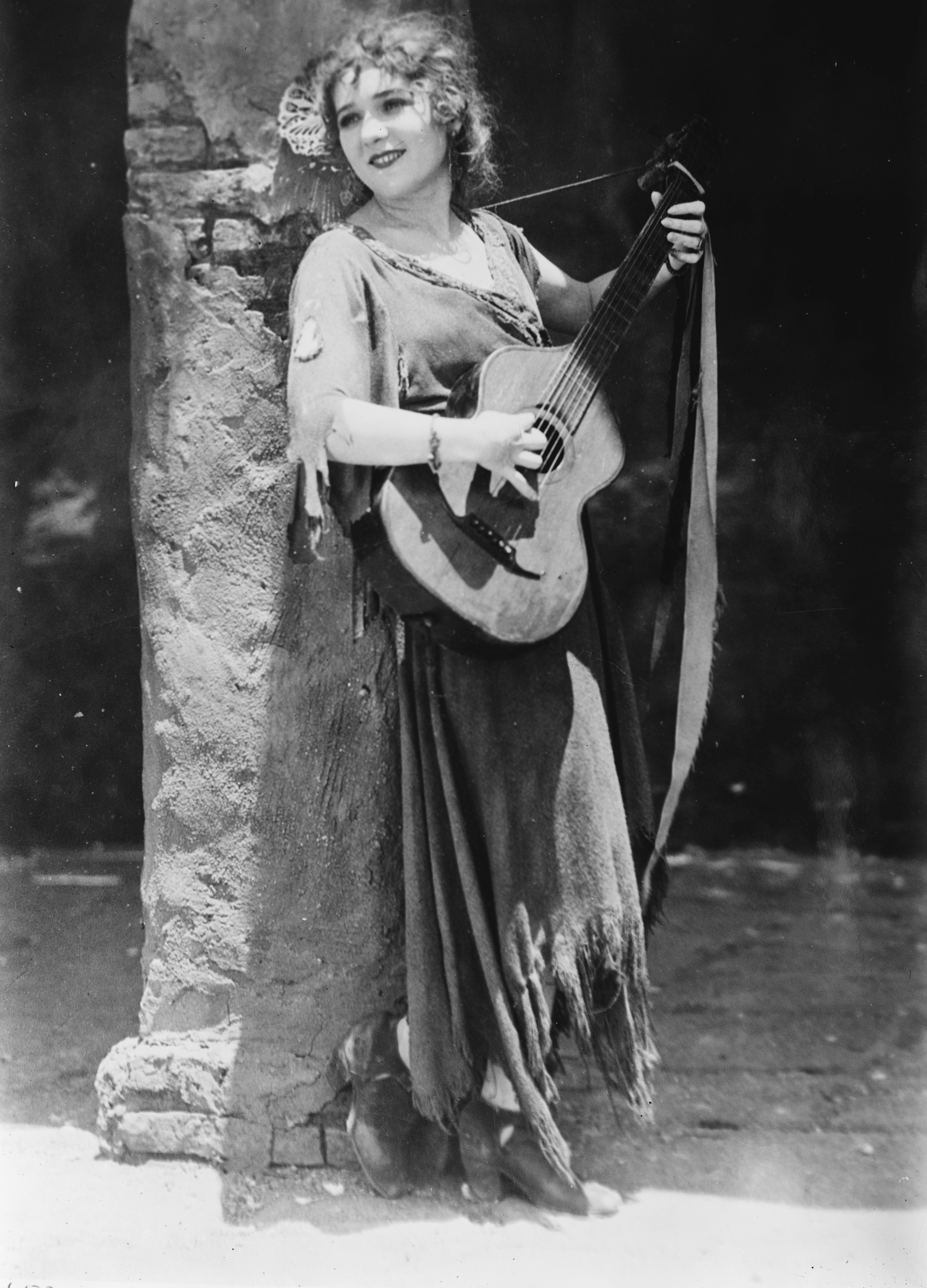
Mary Pickford
29 mei

| 1 | 2 | 3 | 4 | 5 | 6 | 7 | 8 | 9 | 10 | 11 | 12 | 13 | 14 | 15 | 16 | 17 | 18 | 19 | 20 | 21 | 22 | 23 | 24 | 25 | 26 | 27 | 28 | 29 | 30 | 31 |
| - | - | - | - | - | - | - | - | - | -- | -- | -- | -- | -- | -- | -- | -- | -- | -- | -- | -- | -- | -- | -- | -- | -- | -- | -- | -- | -- | -- |

### 1 mei
- Taisto Mäki (68), Fins atleet

### 2 mei
- Giulio Natta (76), Italiaans scheikundige
- Omer Vandenberghe (79), Belgisch politicus

### 3 mei
- Marcel Florkin (78), Belgisch biochemicus

### 6 mei
- Karl Wilhelm Reinmuth (87), Duits astronoom

### 7 mei
- Sergej Pankejev (92), Russisch aristocraat en psychiatrisch patiënt
- Heinz Reinefarth (75), Duits militair en oorlogsmisdadiger
- Pierre Viansson-Ponté (58), Frans journalist

### 8 mei
- Talcott Parsons (76), Amerikaans socioloog en bioloog

### 9 mei
- Konrad Stekl (77), Oostenrijks componist

### 10 mei
- Louis Paul Boon (67), Belgisch schrijver en kunstschilder

### 11 mei
- Lester Flatt (64), Amerikaans zanger en gitarist

### 13 mei
- M.Th. Hijlaard (88), Surinaams schrijver

### 14 mei
- Hendrik Bron (75), Nederlands verzetsstrijder
- Jean Rhys (88), Brits schrijfster

### 18 mei
- Petre Abrudan (71), Roemeens kunstschilder
- Volodymyr Ivasjoek (30), Russisch dichter en componist

### 19 mei
- David Van de Woestijne (64), Belgisch componist

### 20 mei
- Bill Rank (74), Amerikaans jazzmusicus

### 22 mei
- Bert van 't Hoff (78), Nederlands archivaris
- Kurt Jooss (78), Duits danser en choreograaf

### 23 mei
- Hub van Doorne (79), Nederlands ondernemer

### 24 mei
- Roestam Effendi (74), Nederlands politicus

### 26 mei
- George Brent (80), Iers acteur
- Tom Herron (30), Noord-Iers motorcoureur
- Karl Schönfeldinger (81), Oostenrijks componist

### 29 mei
- Louis Einthoven (83), Nederlands politieman en bestuurder
- Léon Hardy (78), Belgisch politicus
- Mary Pickford (87), Amerikaans filmactrice

### 30 mei
- Jopie Koopman (69), Nederlands zangeres en actrice

## Juni

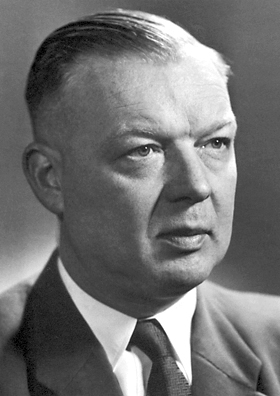
Werner Forssmann
1 juni

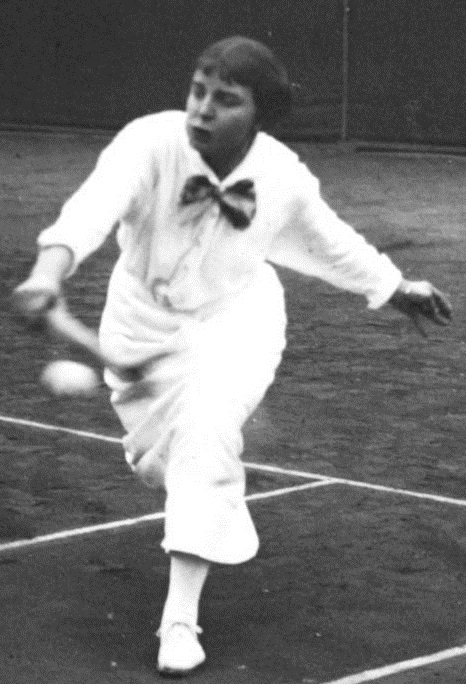
Sigrid Fick
4 juni

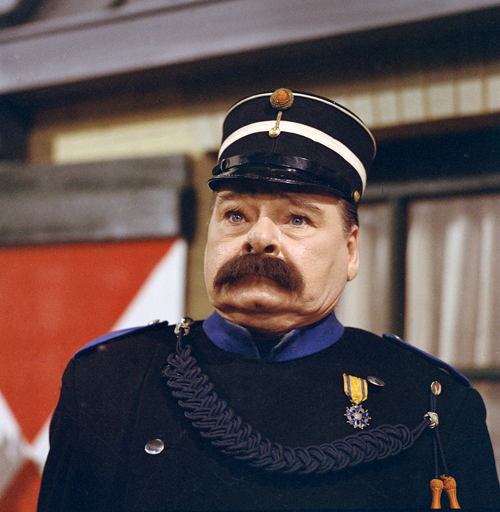
Lou Geels
8 juni

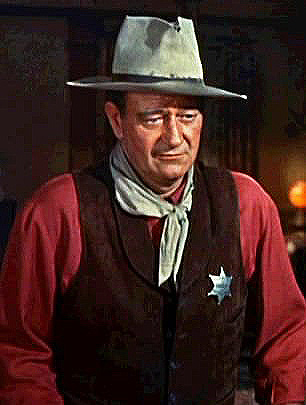
John Wayne
11 juni

| 1 | 2 | 3 | 4 | 5 | 6 | 7 | 8 | 9 | 10 | 11 | 12 | 13 | 14 | 15 | 16 | 17 | 18 | 19 | 20 | 21 | 22 | 23 | 24 | 25 | 26 | 27 | 28 | 29 | 30 |
| - | - | - | - | - | - | - | - | - | -- | -- | -- | -- | -- | -- | -- | -- | -- | -- | -- | -- | -- | -- | -- | -- | -- | -- | -- | -- | -- |

### 1 juni
- Werner Forssmann (74), Duits medicus en Nobelprijswinnaar
- Ján Kadár (61), Slowaaks filmregisseur
- Jack Mulhall (91), Amerikaans acteur

### 2 juni
- Larisa Sjepitko (41), Russisch regisseur

### 3 juni
- Arno Schmidt (65), Duits schrijver

### 4 juni
- Sigrid Fick (92), Zweeds tennisser
- Medard Stalpaert (75), Belgisch politicus

### 5 juni
- Heinz Erhardt (70), Duits komiek

### 8 juni
- Lou Geels (71), Nederlands acteur
- Magnar Isaksen (68), Noors voetballer
- Karl Kolb (70), Oostenrijks componist
- Louis Salvador Palange (61), Amerikaans componist

### 9 juni
- Jaak De Voght (67), Belgisch komiek en acteur

### 10 juni
- Alfons Blomme (90), Belgisch kunstenaar

### 11 juni
- Loren Murchison (80), Amerikaans atleet
- John Wayne (72), Amerikaans acteur

### 12 juni
- Constant Joacim (71), Belgisch voetballer
- Ferenc Nagy (75), Hongaars politicus

### 13 juni
- Anatoli Koeznetsov (49), Russisch schrijver

### 14 juni
- Charles Karsten (75), Nederlands architect

### 15 juni
- Laurie Bird (25), Amerikaans actrice en fotografe
- Werner Kaegi (78), Zwitsers geschiedkundige

### 16 juni
- Nicholas Ray (67), Amerikaans filmregisseur

### 17 juni
- Tesourinha (57), Braziliaans voetballer

### 22 juni
- Louis Chiron (79), Monegaskisch autocoureur

### 25 juni
- Dave Fleischer (84), Amerikaans filmregisseur

### 28 juni
- Philippe Cousteau (38), Frans oceanograaf
- Paul Dessau (84), Duits componist en dirigent
- Jan Uri (90), Nederlands kunstschilder

### 30 juni
- Alfons Vranckx (72), Belgisch politicus

## Juli

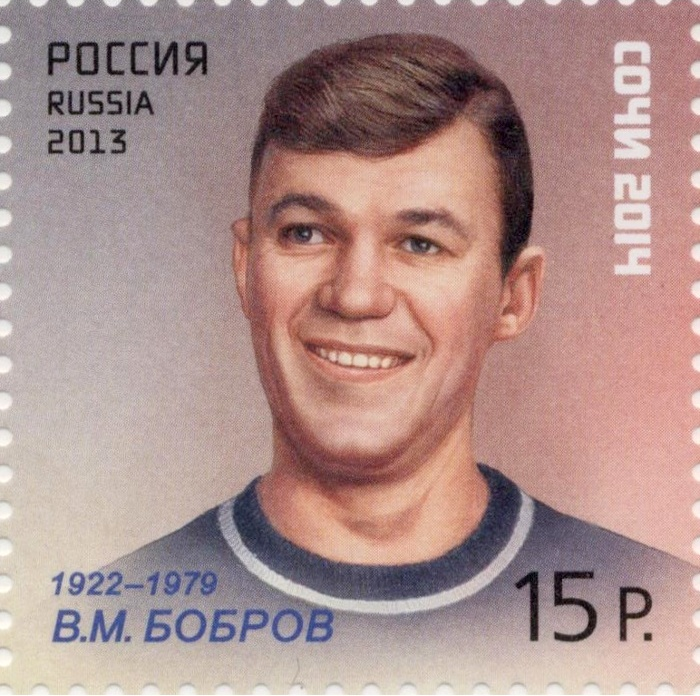
Vsevolod Bobrov
1 juli

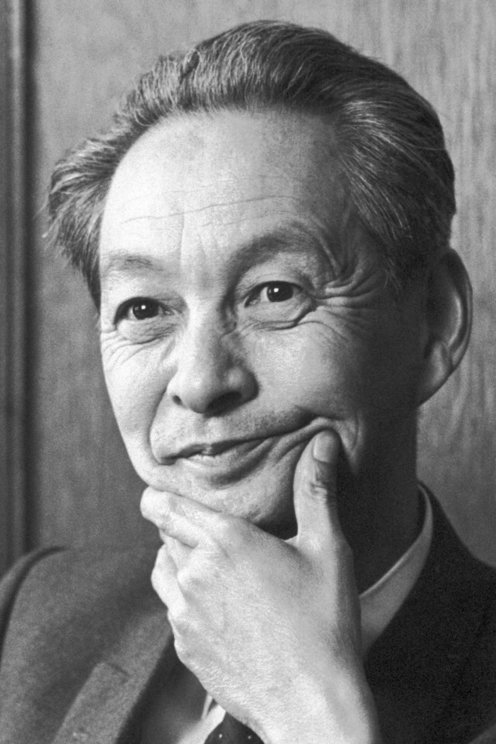
Shinichiro Tomonaga
8 juli

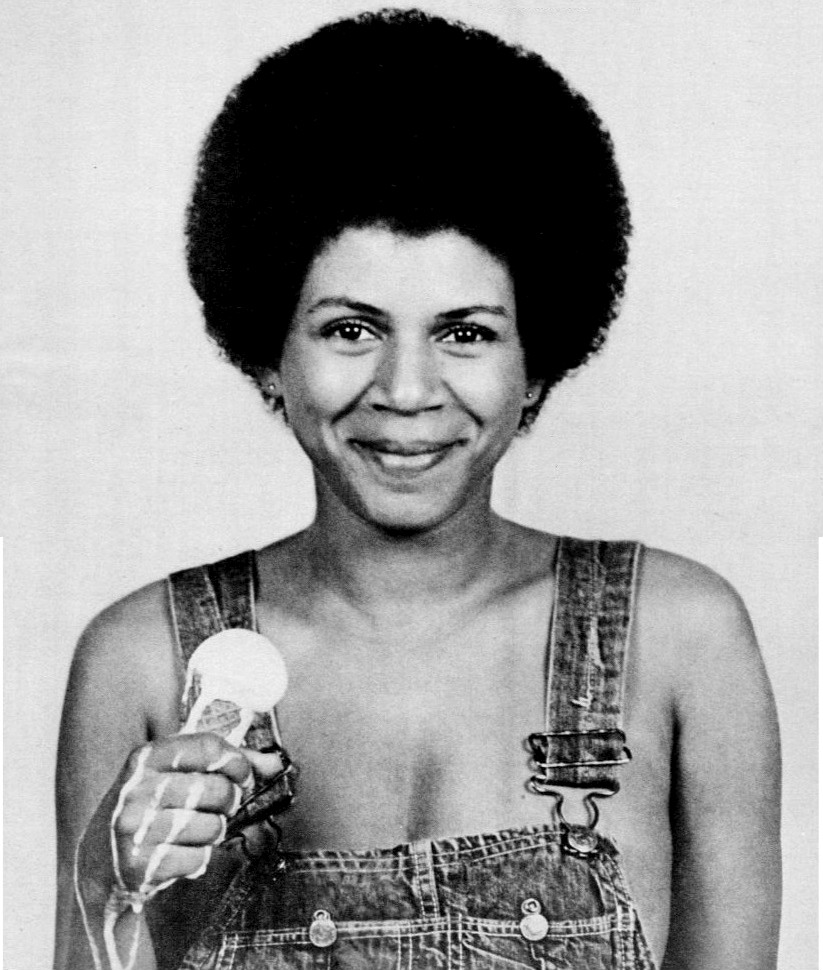
Minnie Riperton
12 juli

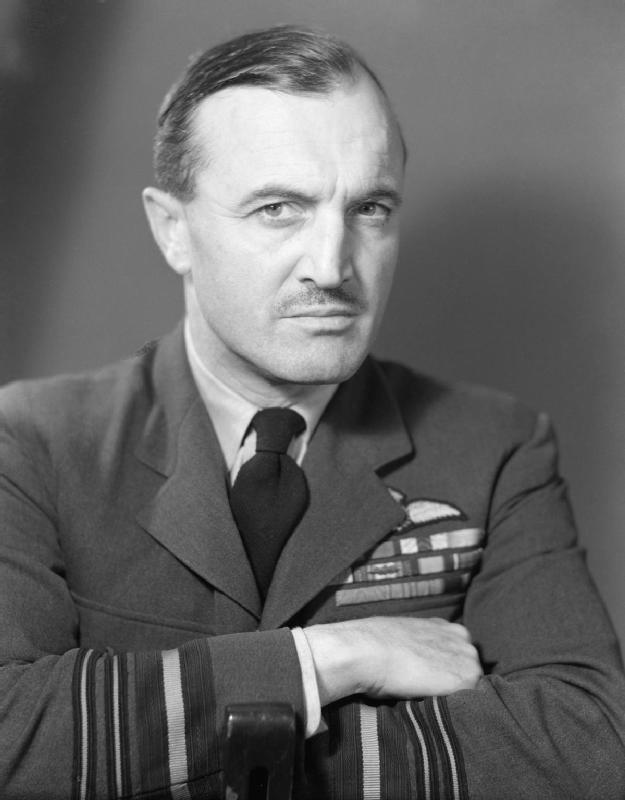
John Slessor
12 juli

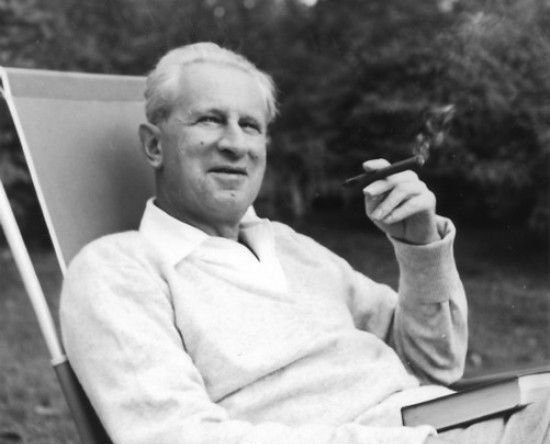
Herbert Marcuse
29 juli

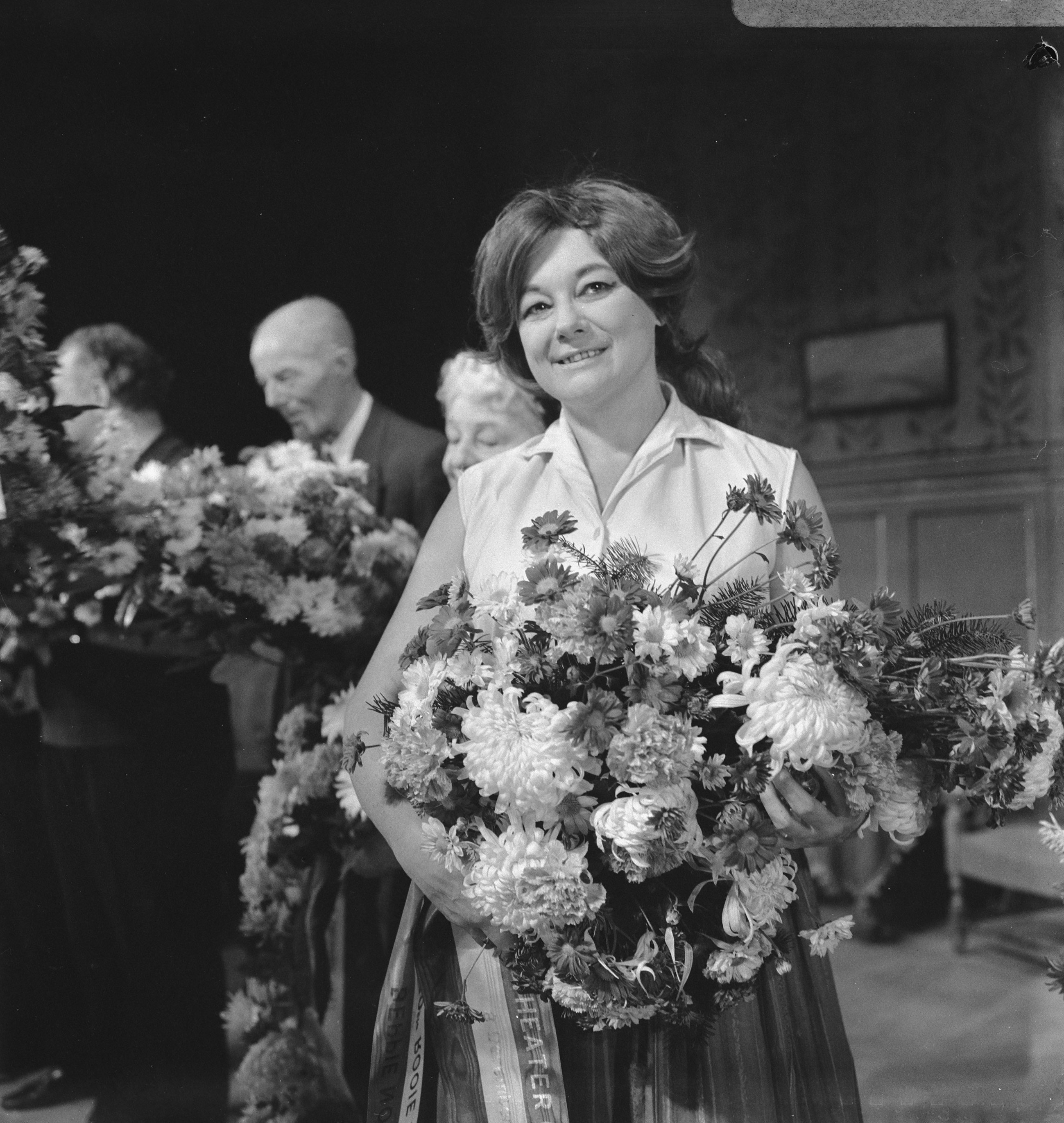
Beppie Nooij jr.
30 juli

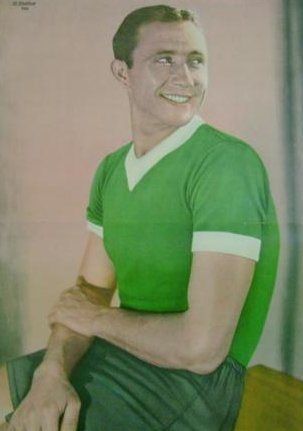
José Della Torre
31 juli

| 1 | 2 | 3 | 4 | 5 | 6 | 7 | 8 | 9 | 10 | 11 | 12 | 13 | 14 | 15 | 16 | 17 | 18 | 19 | 20 | 21 | 22 | 23 | 24 | 25 | 26 | 27 | 28 | 29 | 30 | 31 |
| - | - | - | - | - | - | - | - | - | -- | -- | -- | -- | -- | -- | -- | -- | -- | -- | -- | -- | -- | -- | -- | -- | -- | -- | -- | -- | -- | -- |

### 1 juli
- Vsevolod Bobrov (56), Sovjet voetballer, bandy- en ijshockeyspeler

### 3 juli
- Ri Coëme (65), Belgisch kunstenaar
- Louis Durey (91), Frans componist

### 4 juli
- Kees Boendermaker (75), Nederlands kunstenaar
- Theodora Kroeber (82), Amerikaans schrijfster en antropologe
- Reynold Tschäppät (61), Zwitsers politicus
- Florimond Vanhalme (84), Belgisch voetballer en voetbaltrainer

### 5 juli
- Rolf Holmberg (64), Noors voetballer
- Jopie Waalberg (59), Nederlands zwemster

### 6 juli
- Van McCoy (39), Amerikaans muziekproducent

### 8 juli
- Elizabeth Ryan (87), Amerikaans tennisster
- Shinichiro Tomonaga (73), Japans natuurkundige
- Herman Witkin (62), Amerikaans psycholoog
- Robert Burns Woodward (62), Amerikaanse chemicus

### 12 juli
- Carmine Galante (69), Amerikaans maffialeider
- Minnie Riperton (31), Amerikaans soulzangeres
- John Slessor (82), Brits militair

### 13 juli
- Lubbertus Götzen (84), Nederlands politicus
- Franz Totzauer (67), Oostenrijks componist

### 14 juli
- Santos Urdinarán (79), Uruguayaans voetballer

### 15 juli
- Georges Jean Marie Darrieus (90), Frans luchtvaarttechnicus
- Zoehair Mohsen (43), Palestijns politicus
- Gustavo Díaz Ordaz (68), president van Mexico

### 16 juli
- Alfred Deller (67), Brits tenorzanger
- Domingo González (28), Colombiaans voetballer

### 18 juli
- Matthew Gee (53), Amerikaans trombonist

### 19 juli
- Maarten van Nierop (1912-1979) (67), Nederlands taalkundige

### 22 juli
- Sándor Kocsis (49), Hongaars voetballer

### 23 juli
- Joseph Kessel (81),  Frans journalist en schrijver
- Cees Molenaar (51), Nederlands voetballer en sportbestuurder

### 25 juli
- Maarten de Niet Gerritzoon (75), Nederlands politicus

### 26 juli
- Virginia Brissac (96), Amerikaans actrice

### 27 juli
- Henri Saint Cyr (77), Zweeds ruiter

### 28 juli
- George Seaton (68), Amerikaans regisseur en scenarioschrijver

### 29 juli
- Herbert Marcuse (81), Duits-Amerikaans filosoof

### 30 juli
- Jos de Gruyter (79), Nederlands kunstcriticus
- Beppie Nooij jr. (60), Nederlands actrice

### 31 juli
- Joseph Kotalla (71), Duits SS'er en kampbewaker
- José Della Torre (73), Argentijns voetballer

## Augustus

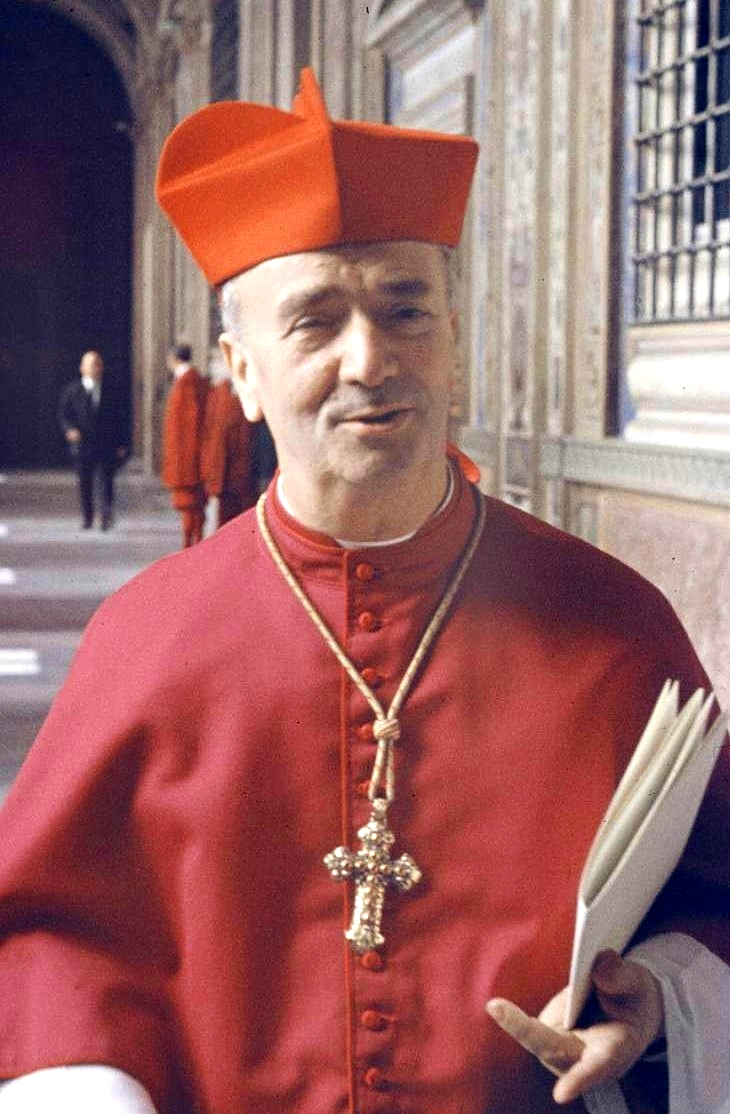
Alfredo Ottaviani
3 augustus

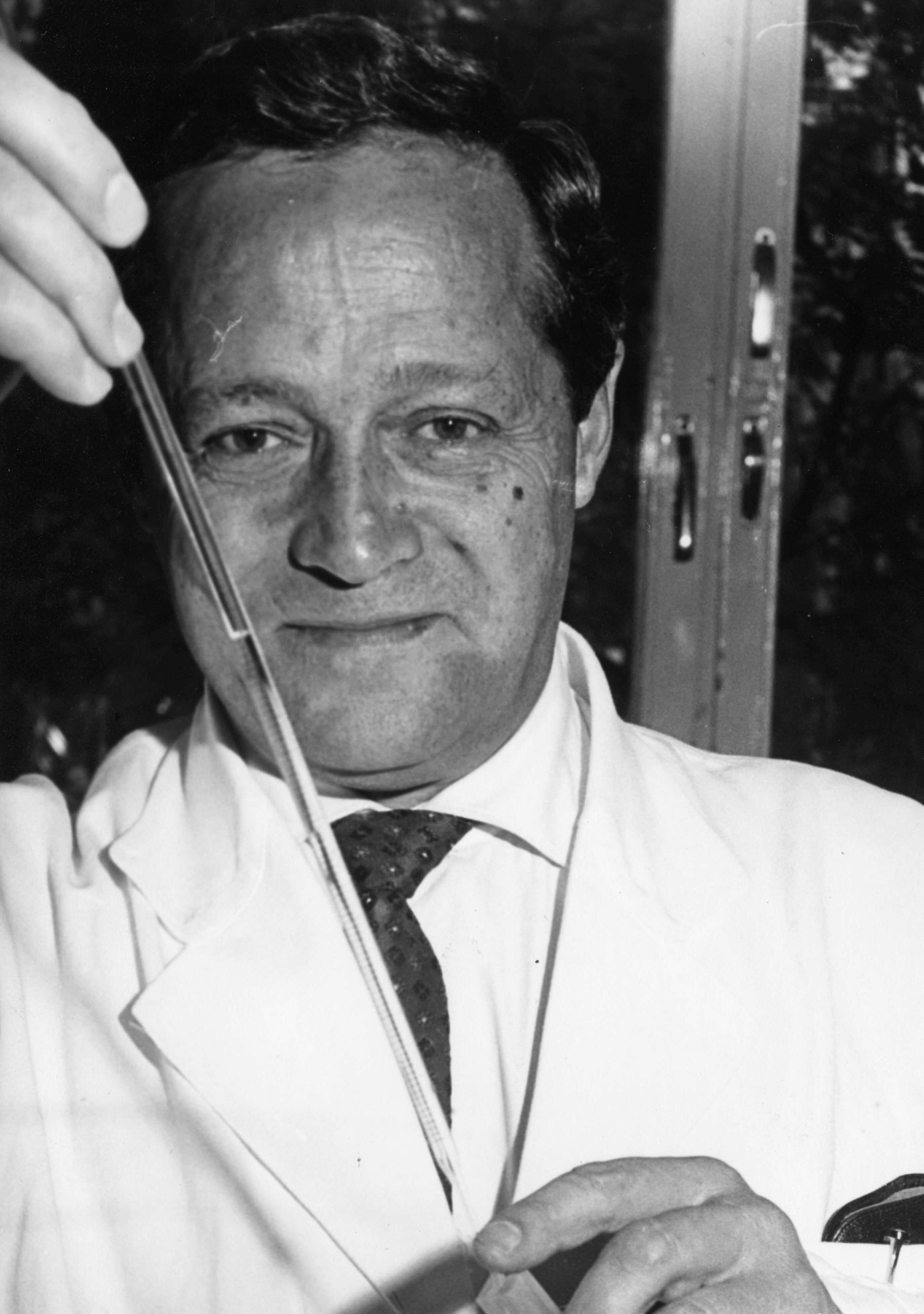
Feodor Lynen
6 augustus

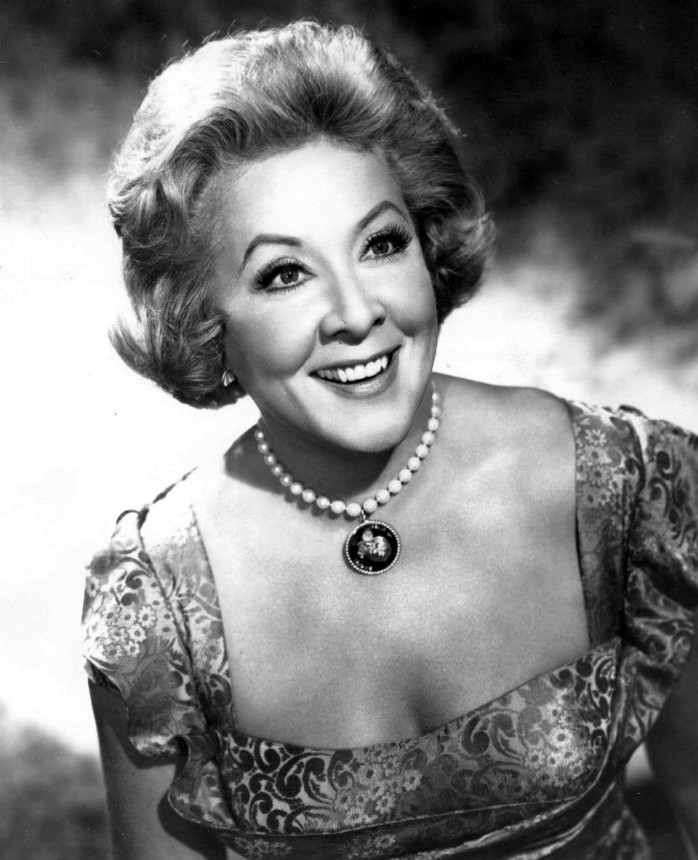
Vivian Vance
17 augustus

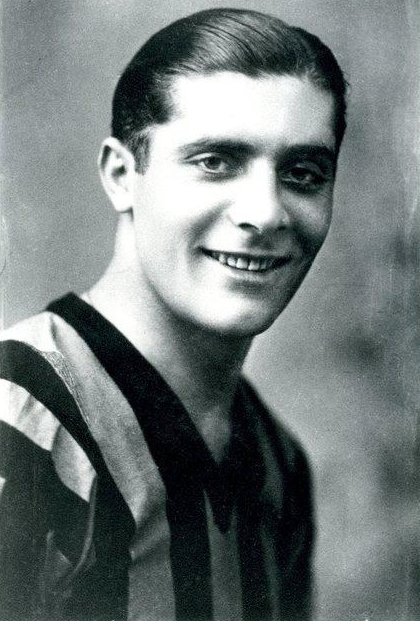
Giuseppe Meazza
21 augustus

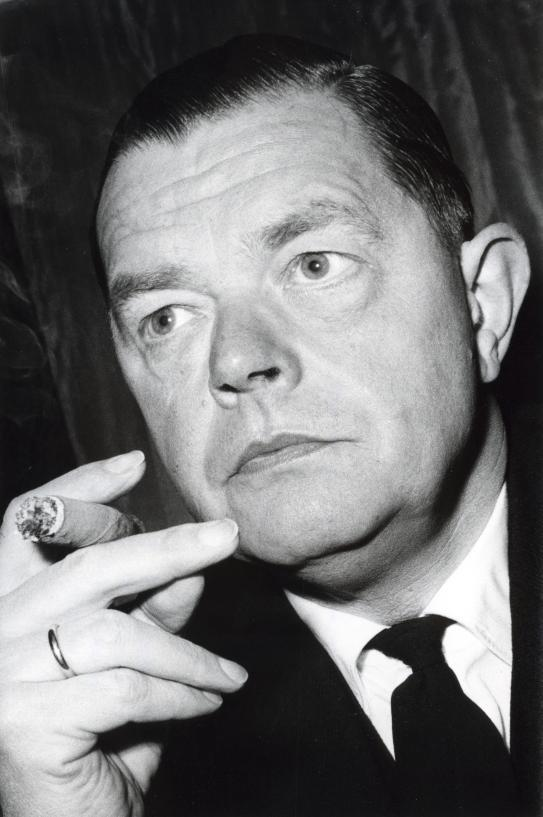
Henk Beernink
22 augustus

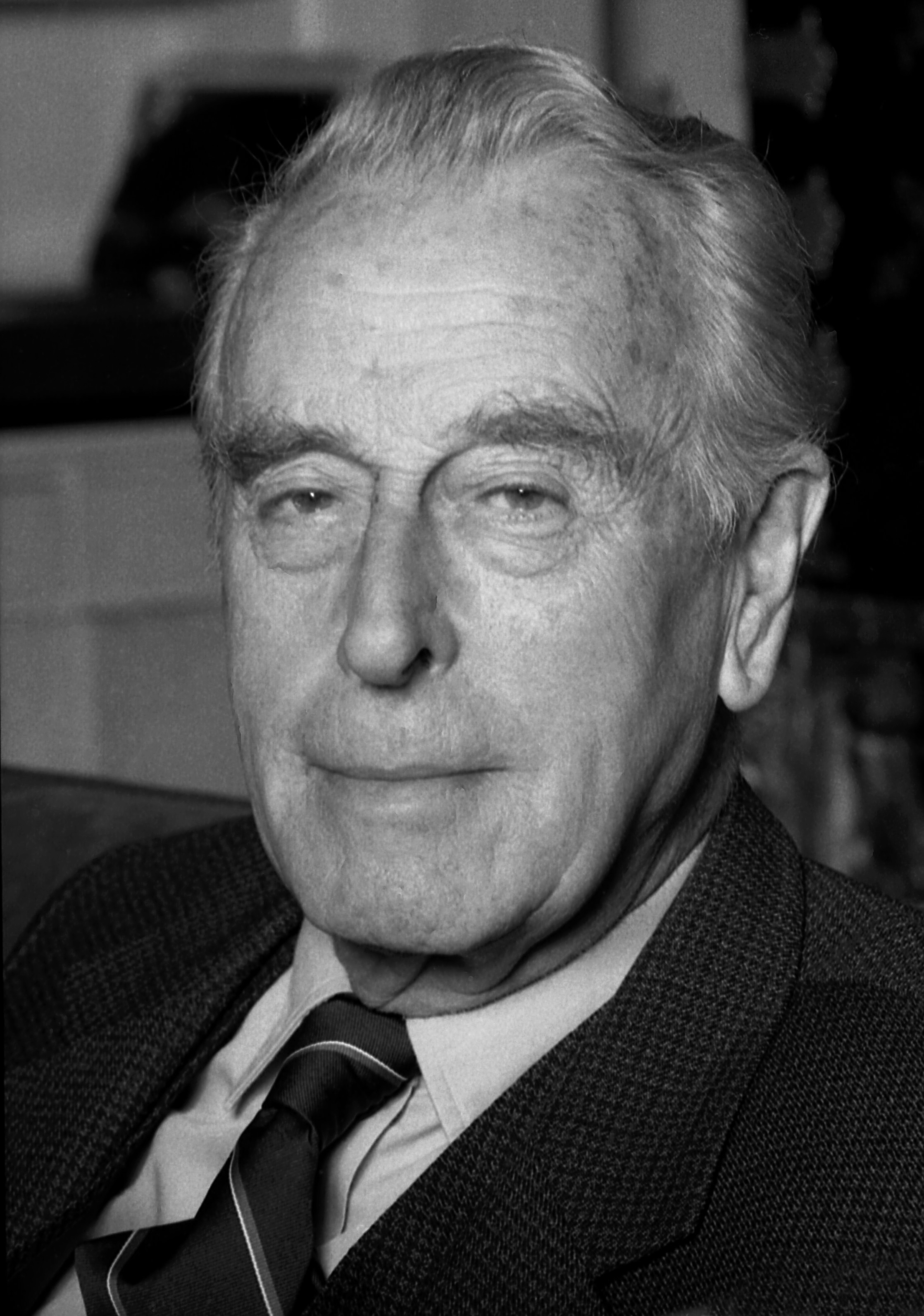
Louis Mountbatten
27 augustus

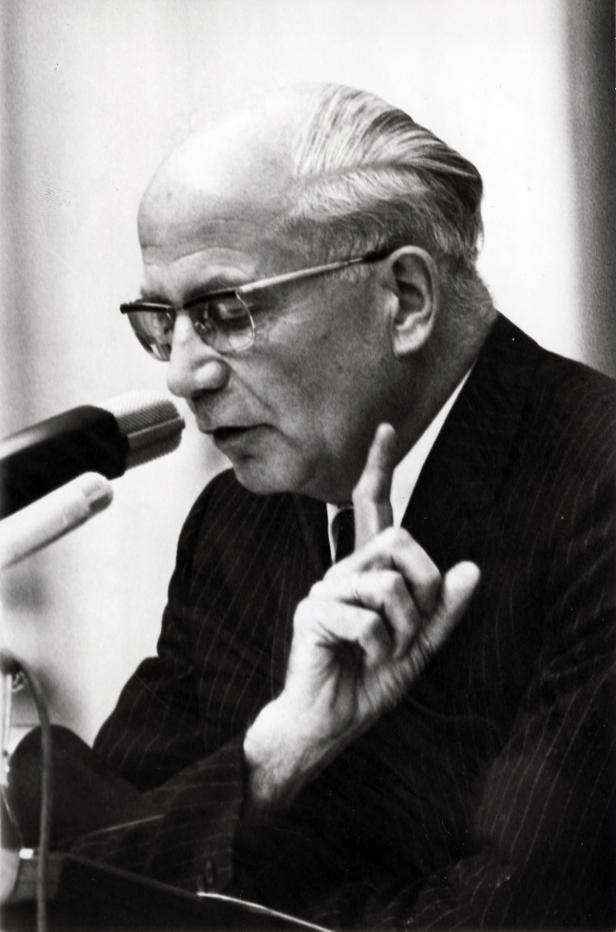
Gerard Nederhorst
28 augustus

| 1 | 2 | 3 | 4 | 5 | 6 | 7 | 8 | 9 | 10 | 11 | 12 | 13 | 14 | 15 | 16 | 17 | 18 | 19 | 20 | 21 | 22 | 23 | 24 | 25 | 26 | 27 | 28 | 29 | 30 | 31 |
| - | - | - | - | - | - | - | - | - | -- | -- | -- | -- | -- | -- | -- | -- | -- | -- | -- | -- | -- | -- | -- | -- | -- | -- | -- | -- | -- | -- |

### 1 augustus
- Frans van Buchem (81), Nederlands medicus
- Ethelbert Stauffer (77), Duits theoloog

### 3 augustus
- Bertil Ohlin (80), Zweeds econoom en politicus
- Alfredo Ottaviani (88), Italiaans kardinaal

### 4 augustus
- Roger Lambrecht (63), Belgisch wielrenner

### 5 augustus
- Charles Simons (72), Belgisch voetballer

### 6 augustus
- Feodor Felix Konrad Lynen (68), Duits biochemicus

### 7 augustus
- Vicente Salumbides (85), Filipijns acteur en regisseur

### 9 augustus
- Raymond Washington (26), Amerikaans bendeleider

### 10 augustus
- Walther Gerlach (90), Duits natuurkundige
- Antoon Viaene (79), Belgisch historicus
- John Joseph Wright (70), Amerikaans kardinaal

### 11 augustus
- Michail An (27), Sovjet voetballer
- Alim Asjirov (24), Sovjet voetballer
- Vladimir Fjodorov (23), Sovjet voetballer
- Vladimir Makarov (32), Sovjet voetballer

### 12 augustus
- Ernst Boris Chain (73), Duits-Brits biochemicus en Nobelprijswinnaar
- Galinka Ehrenfest (69), Nederlands illustrator en schrijver

### 14 augustus
- Michail Ogonkov (47), Sovjet voetballer

### 15 augustus
- Bert van Apeldoorn (92), Nederlands rechtsgeleerde en collaborateur

### 16 augustus
- John Diefenbaker (83), Canadees politicus
- Joop van den Broek (51), Nederlands glazenier

### 17 augustus
- Jules Deconinck (82), Belgisch politicus
- Alf Ross (80), Deens filosoof en jurist
- Vivian Vance (70), Amerikaans actrice

### 18 augustus
- Leo Vanackere (52), Belgisch politicus

### 19 augustus
- Joel Teitelbaum (92), Hongaars-Amerikaans rabbijn

### 20 augustus
- Christian Dotremont (56), Belgisch kunstschilder, schrijver en dichter

### 21 augustus
- Giuseppe Meazza (68) , Italiaans voetballer

### 22 augustus
- Henk Beernink (69), Nederlands politicus
- James T. Farrell (75), Amerikaans schrijver

### 24 augustus
- Bernt Evensen (74), Noors schaatser
- Johanna Maria IJssel de Schepper-Becker (93), Nederlands roman- en toneelschrijfster
- Hanna Reitsch (67), Duits pilote
- Teddy Smith (47), Amerikaans jazzbassist

### 25 augustus
- Karl-Heinrich Bodenschatz (88), Duits militair leider
- Ray Eberle (60), Amerikaans zanger
- Stan Kenton (67), Amerikaans jazzmusicus
- Alberto Ruz (73), Mexicaans archeoloog

### 26 augustus
- Ted Cremer (77), Nederlands roeier
- Mika Waltari (70), Fins schrijver

### 27 augustus
- Louis Mountbatten (79), Brits militair en politicus

### 28 augustus
- Gerard Nederhorst (71), Nederlands politicus
- Konstantin Simonov (64), Russisch schrijver en dichter

### 30 augustus
- Jean Seberg (40), Amerikaans actrice

## September

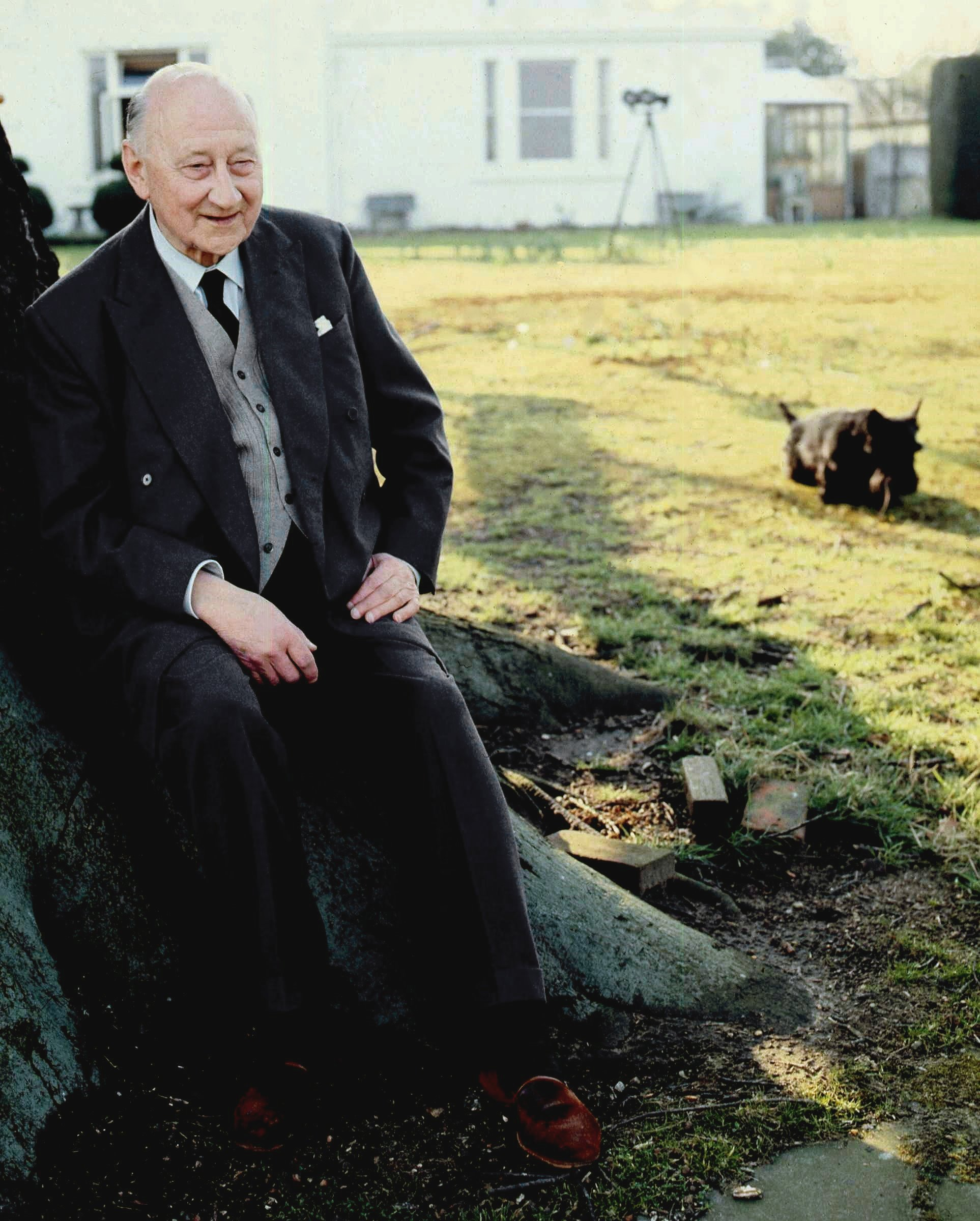
Felix Aylmer
2 september

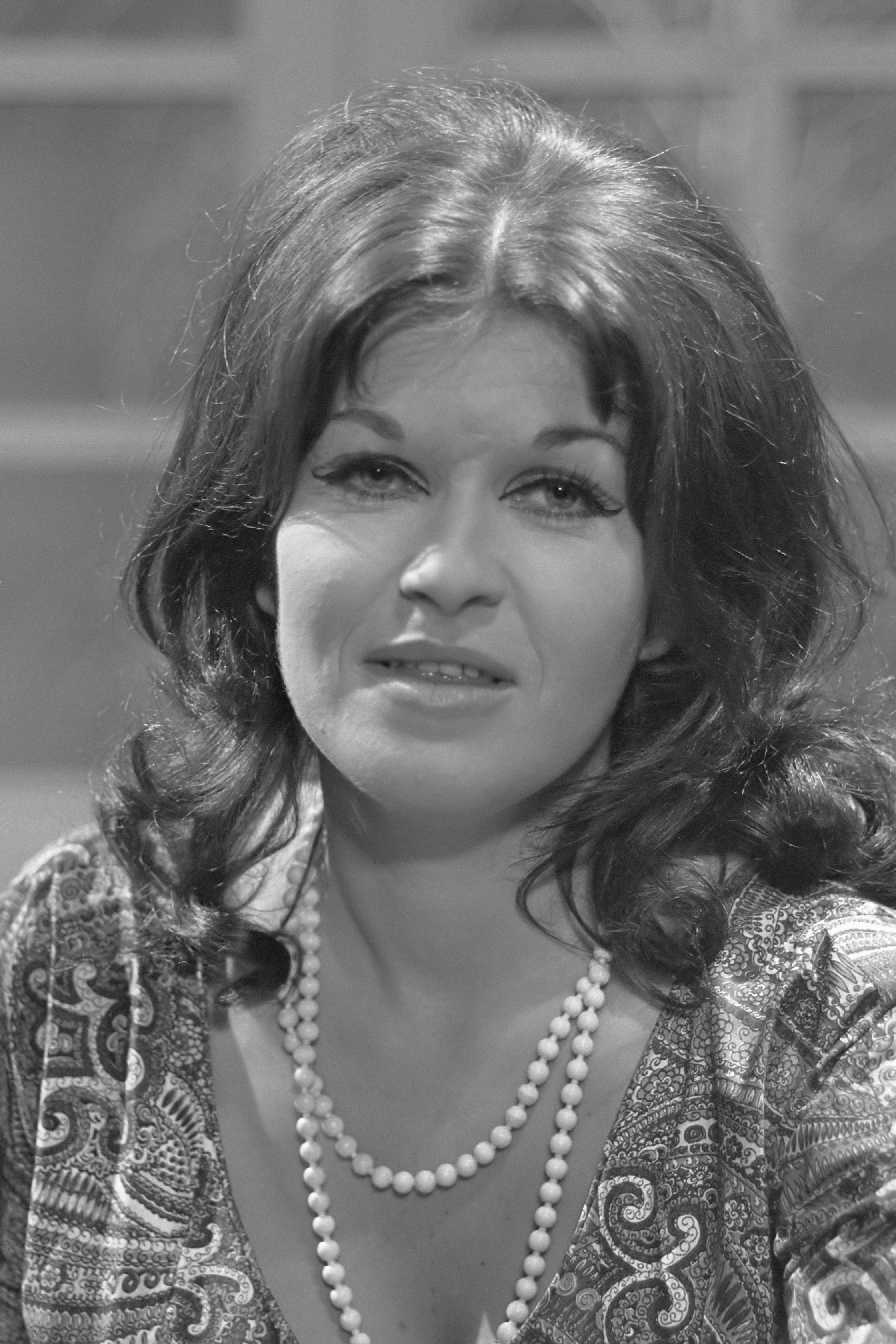
Rita Hovink
7 september

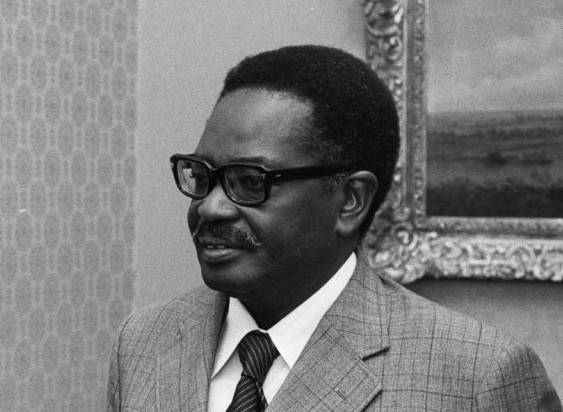
Agostinho Neto
10 september

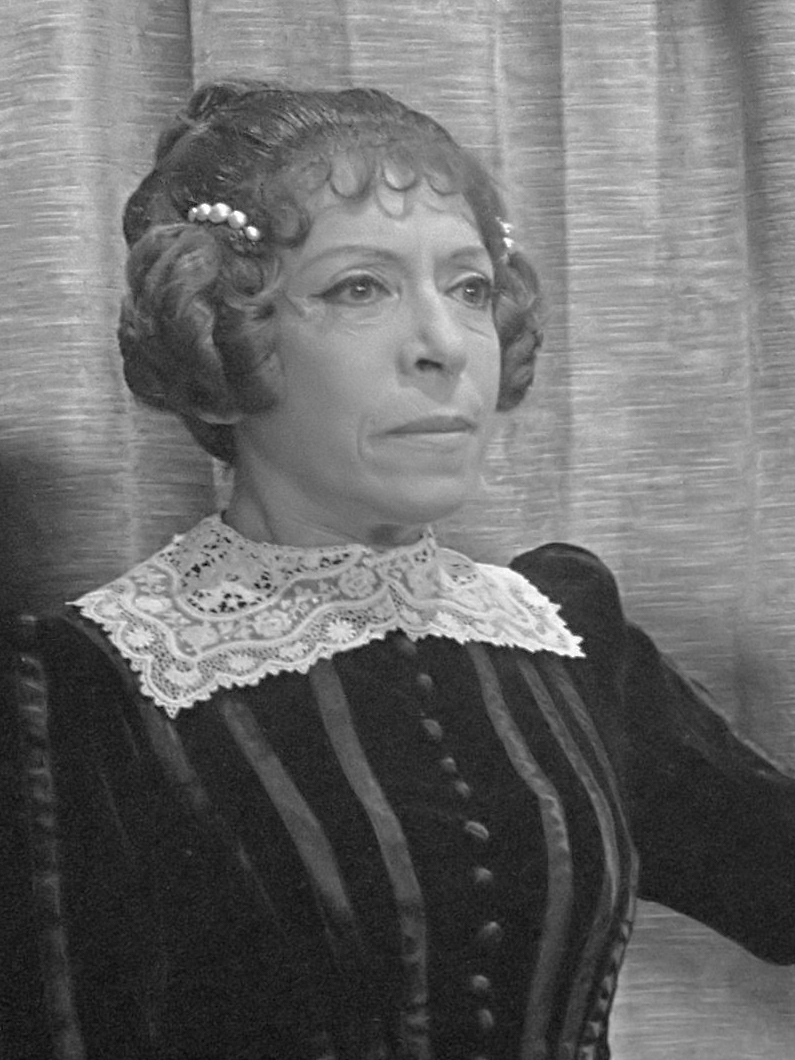
Caro van Eyck
15 september

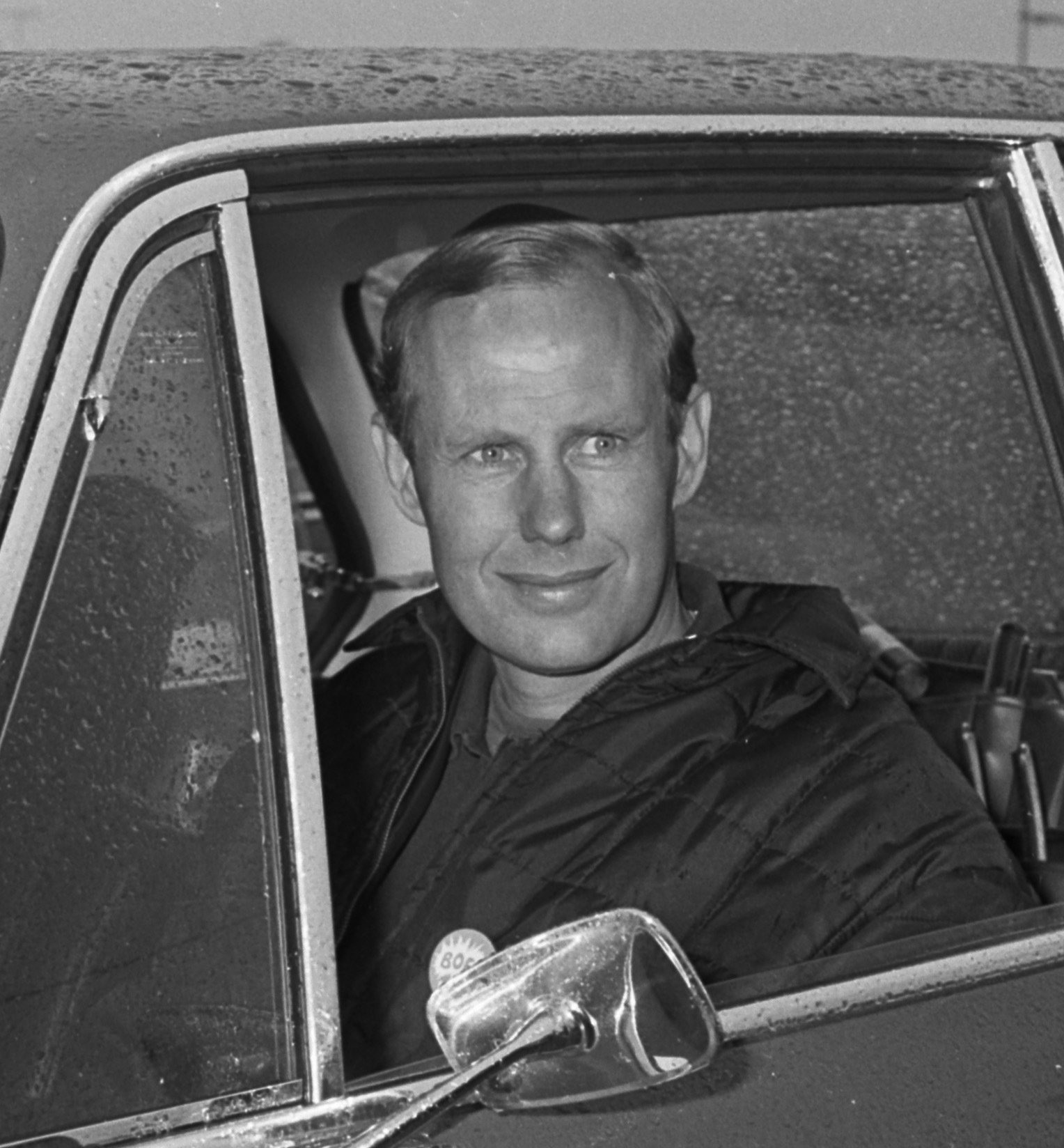
Rob Slotemaker
16 september

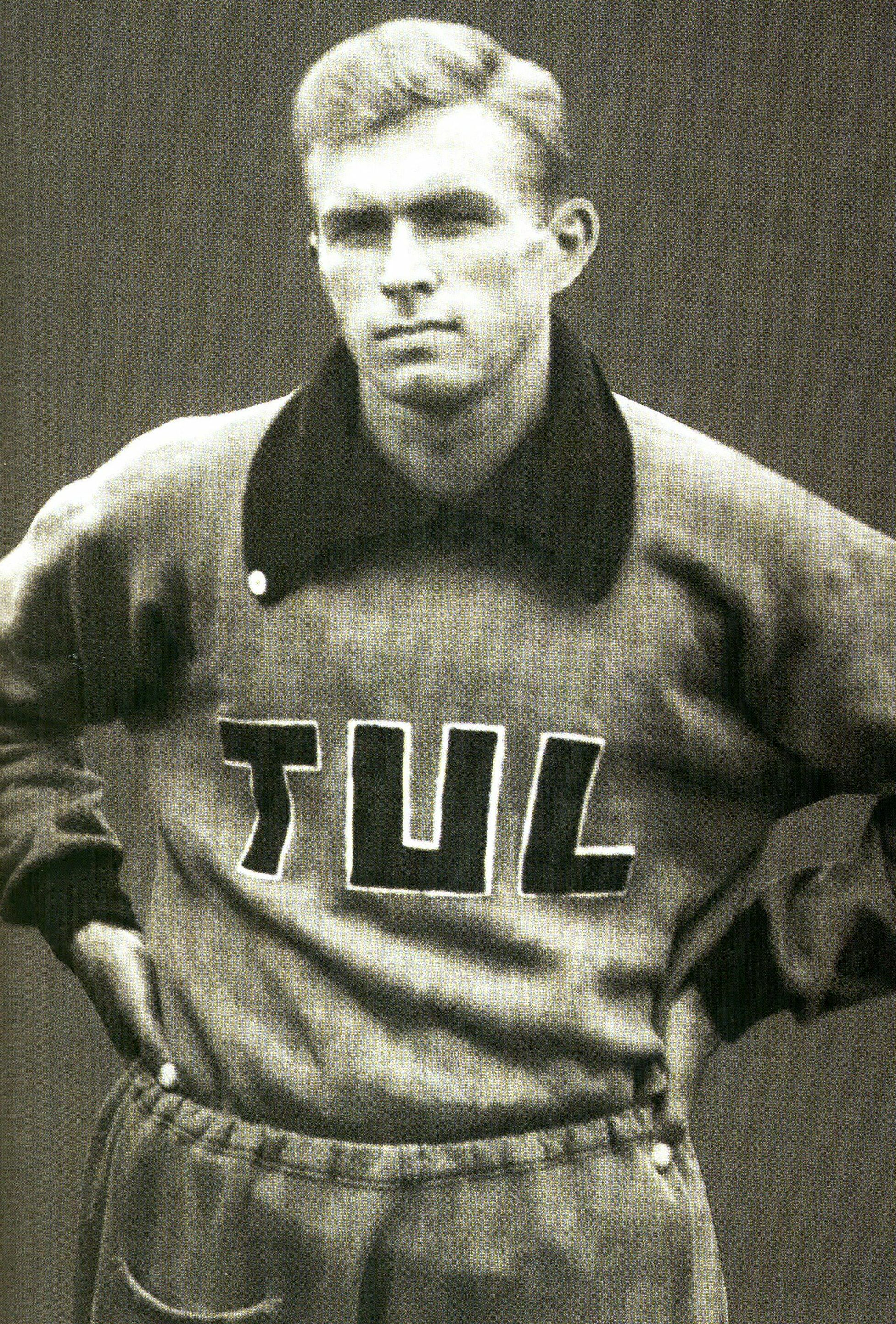
Tapio Rautavaara
25 september

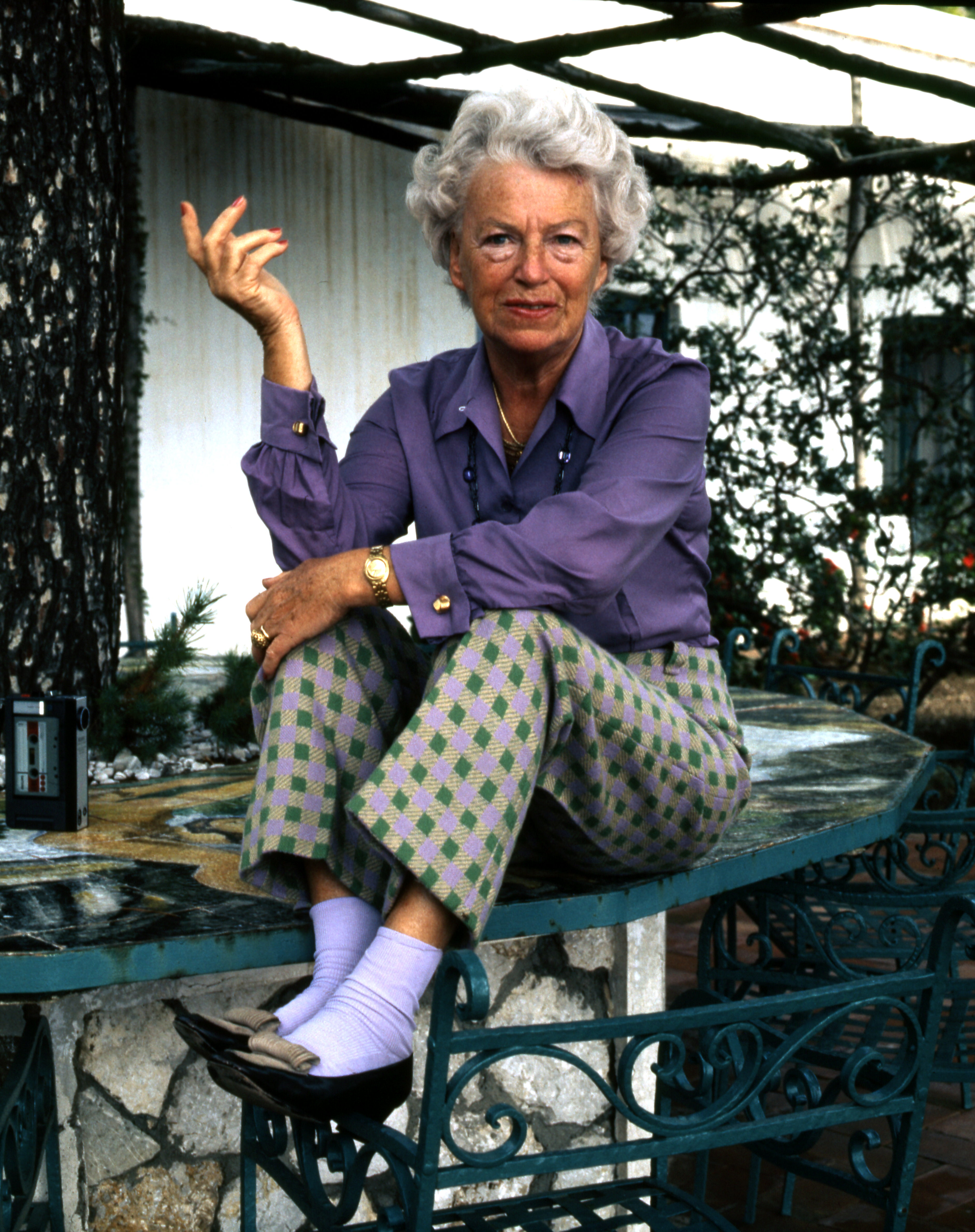
Gracie Fields
27 september

| 1 | 2 | 3 | 4 | 5 | 6 | 7 | 8 | 9 | 10 | 11 | 12 | 13 | 14 | 15 | 16 | 17 | 18 | 19 | 20 | 21 | 22 | 23 | 24 | 25 | 26 | 27 | 28 | 29 | 30 |
| - | - | - | - | - | - | - | - | - | -- | -- | -- | -- | -- | -- | -- | -- | -- | -- | -- | -- | -- | -- | -- | -- | -- | -- | -- | -- | -- |

### 1 september
- Evert Jan Rotshuizen (91), Nederlands architect

### 2 september
- Felix Aylmer (90), Brits acteur
- Jacques Février (79), Frans pianist
- Claude Hubaux (59), Belgisch politicus
- Bernardus Manders (64), Nederlands verzetsstrijder

### 3 september
- Marcelino García Barragán (84), Mexicaans politicus

### 4 september
- Oscar Haffmans (81), Nederlands burgemeester
- Jef Van de Wiele (76), Belgisch collaborateur

### 5 september
- Alberto di Jorio (95), Italiaans kardinaal

### 6 september
- Ronald Binge (69), Brits componist

### 7 september
- Rita Hovink (35), Nederlands zangeres
- Fabien Loris (72), Frans acteur

### 8 september
- Hilda van Luxemburg (82), lid Luxemburgs vorstenhuis

### 9 september
- Claire Bonebakker (75), Nederlands kunstschilderes

### 10 september
- Agostinho Neto (56), president van Angola

### 12 september
- Aug. A. Boudens (87), Nederlands schrijver
- Les Clark (71), Amerikaans animator

### 14 september
- Raymond Loucheur (80), Frans componist
- Nur Muhammad Taraki (66), Afghaans diplomaat en politicus

### 15 september
- Caro van Eyck (63), Nederlands actrice

### 16 september
- Rose Gronon (78), Belgisch schrijver
- Giò Ponti (87),  Italiaans architect en ontwerper
- Rob Slotemaker (50), Nederlands auto- en rallycoureur

### 17 september
- Wim van Hoorn (71), Nederlands beeldhouwer

### 19 september
- John Simmons (61), Amerikaans bassist

### 20 september
- Ludvík Svoboda (83), president van Tsjecho-Slowakije

### 21 september
- Tseard Visser (50), Nederlands beeldend kunstenaar
- Floor de Zeeuw (80), Nederlands voetballer

### 22 september
- Otto Frisch (74), Brits-Oostenrijks natuurkundige
- Abul Ala Maududi (75), Pakistaans geestelijk leider
- Petrus Johannes Waardenburg (93), Nederlands medicus

### 24 september
- Michelangelo Abbado (79), Italiaans violist en componist
- Vasco Bergamaschi (69), Italiaans wielrenner
- Wim Tap (75), Nederlands voetballer

### 25 september
- Tapio Rautavaara (64), Fins atleet

### 26 september
- John Cromwell (91), Amerikaans filmregisseur

### 27 september
- Hans Beers (88), Nederlands kunstenaar
- Gracie Fields (81), Brits zangeres, actrice en comédienne
- Henk Krijger (64), Nederlands kunstenaar
- Tony van Otterloo (69), Nederlands acteur

### 28 september
- Joseph De Nolf (89), Belgisch politicus

### 29 september
- Francisco Macías Nguema (55), president van Equatoriaal-Guinea
- Rie Swartwout de Hoog (95), Nederlands kunstschilder
- Iwan Wyschnegradsky (86), Russisch componist

### 30 september
- Jaap Weber (78), Nederlands voetballer

## Oktober

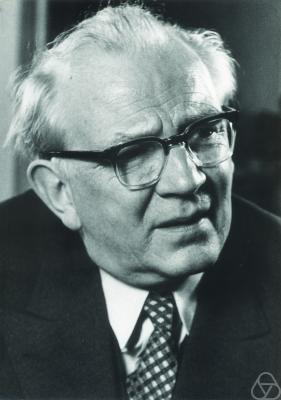
Heinrich Behnke
10 oktober

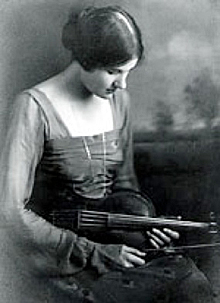
Rebecca Clarke
13 oktober

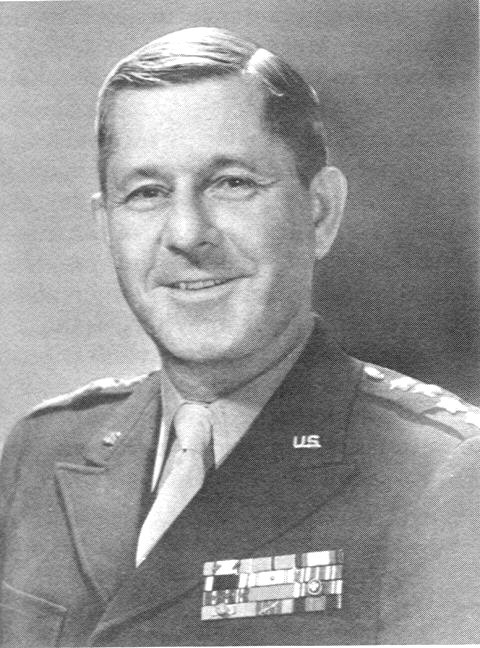
Jacob Devers
15 oktober

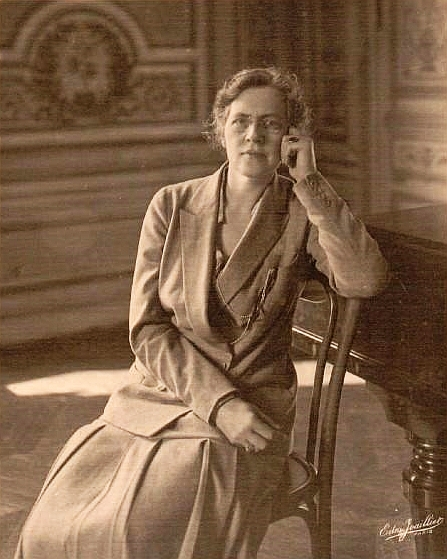
Nadia Boulanger
22 oktober

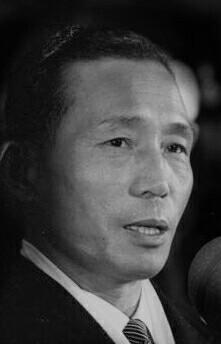
Park Chung-hee
26 oktober

| 1 | 2 | 3 | 4 | 5 | 6 | 7 | 8 | 9 | 10 | 11 | 12 | 13 | 14 | 15 | 16 | 17 | 18 | 19 | 20 | 21 | 22 | 23 | 24 | 25 | 26 | 27 | 28 | 29 | 30 | 31 |
| - | - | - | - | - | - | - | - | - | -- | -- | -- | -- | -- | -- | -- | -- | -- | -- | -- | -- | -- | -- | -- | -- | -- | -- | -- | -- | -- | -- |

### 1 oktober
- Roy Harris (81), Amerikaans componist
- Arthur Mulier (87), Belgisch politicus
- Preguinho (74), Braziliaans voetballer

### 2 oktober
- Marcel Uylenbroeck (96), Belgisch priester en activist

### 3 oktober
- Achiel Van Sassenbrouck (92), Belgisch kunstschilder

### 4 oktober
- Klaas van Beeck (76), Nederlands orkestleider

### 5 oktober
- Wouter de Vet (58), Nederlands politicus

### 6 oktober
- Alfons Blomme (90), Belgisch kunstenaar

### 9 oktober
- Iknadios Bedros XVI Batanian (80), Armeens-katholiek geestelijke

### 10 oktober
- Heinrich Behnke (81), Duits wiskundige
- Guido Fanconi (87), Zwitsers medicus
- Anton Refregier (74), Amerikaans kunstschilder

### 11 oktober
- Livinus van de Bundt (70), Nederlands kunstenaar
- Victor De Knop (96), Belgisch kunstschilder

### 12 oktober
- Katharine Burr Blodgett (81), Amerikaans natuur- en scheikundige

### 13 oktober
- Rebecca Clarke (93), Brits componiste en violiste
- Calixto Zaldivar (75), Filipijns politicus en rechter

### 15 oktober
- Jacob Devers (92), Amerikaans militair

### 17 oktober
- S.J. Perelman (75), Amerikaans schrijver
- Karel Reiner (69), Tsjechisch componist
- Gonzalo N. Santos (83), Mexicaans politicus

### 19 oktober
- Marc de Groot (69), Belgisch kunstenaar
- Maria Antonia van Bourbon-Parma (83), lid huis Bourbon-Parma

### 20 oktober
- Charles Miller (80), Russisch-Amerikaans componist

### 21 oktober
- Oscar Coomans de Brachène (94), Belgisch burgemeester

### 22 oktober
- Nadia Boulanger (92), Frans muziekpedagoge

### 23 oktober
- Antonio Caggiano (90), Argentijns kardinaal

### 25 oktober
- Laurent Hubert Joseph Angenot (78), Nederlands planoloog

### 26 oktober
- Park Chung-hee (62), president van Zuid-Korea

### 27 oktober
- Charles Edward Coughlin (88), Canadees geestelijke
- Lucas Poppinga (84), Nederlands politicus

### 29 oktober
- Erich Schmitt (67), Zwitsers handbalspeler

### 30 oktober
- Jan van Dam (83), Nederlands taalkundige en collaborateur
- Rachele Mussolini (89), Italiaans premiersvrouw
- Barnes Wallis (92), Brits uitvinder

## November

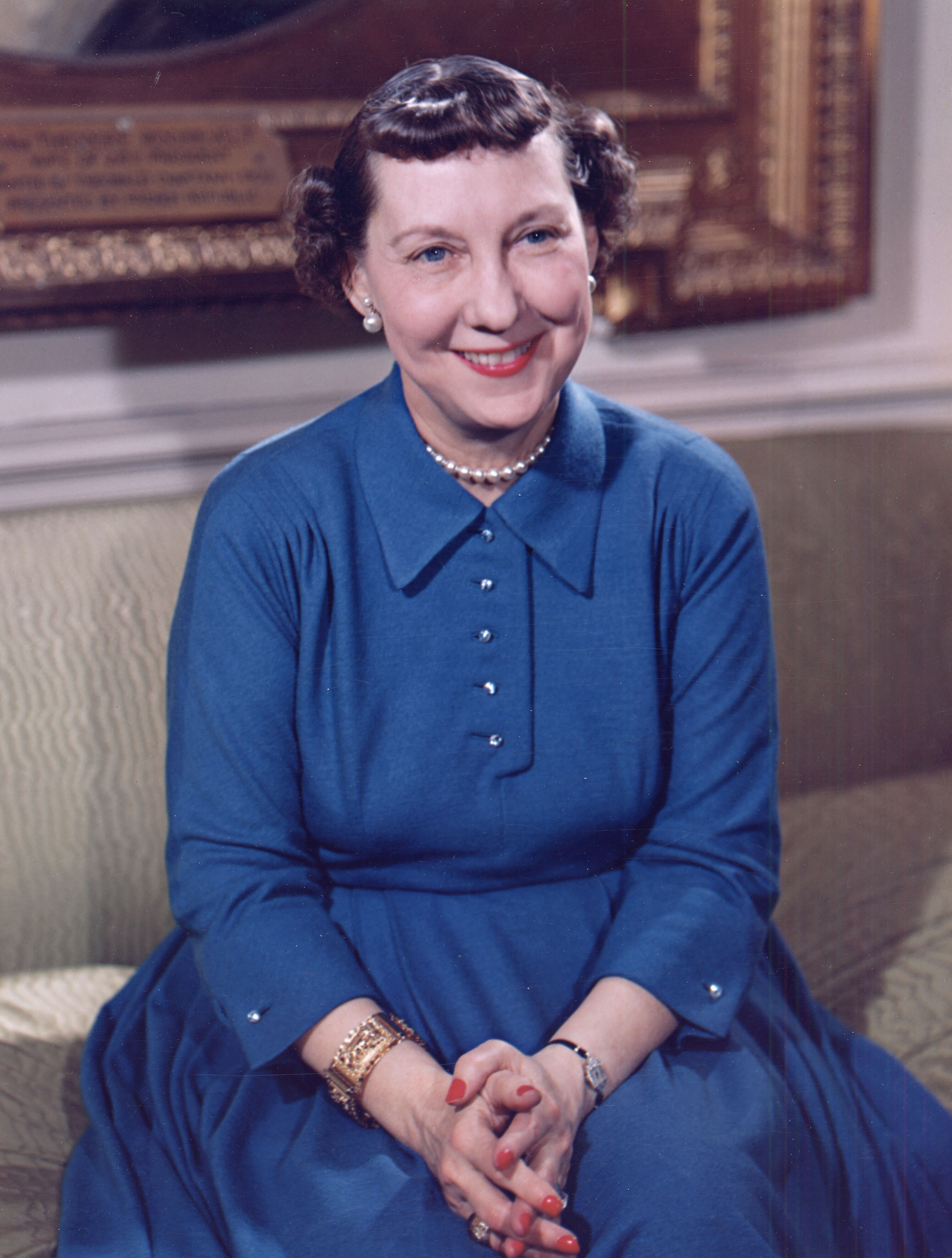
Mamie Eisenhower
1 november

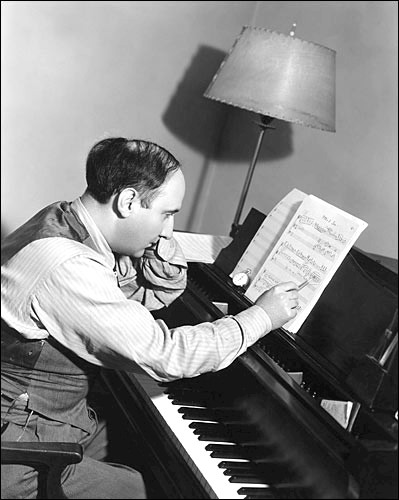
Dmitri Tjomkin
11 november

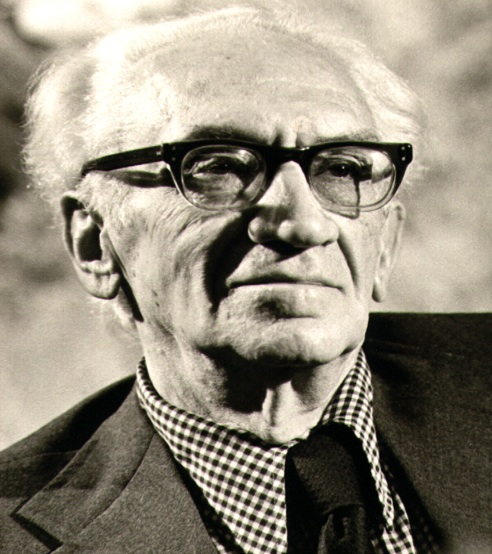
Immanuel Velikovsky
17 november

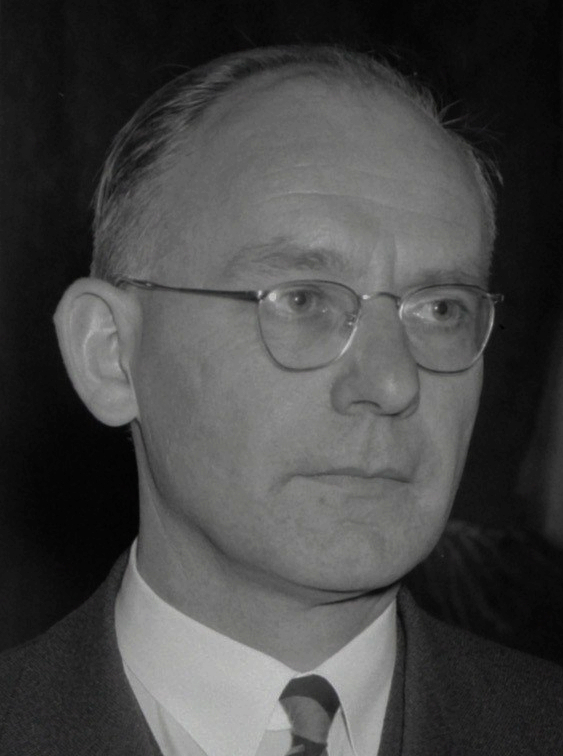
Anne Vondeling
22 november

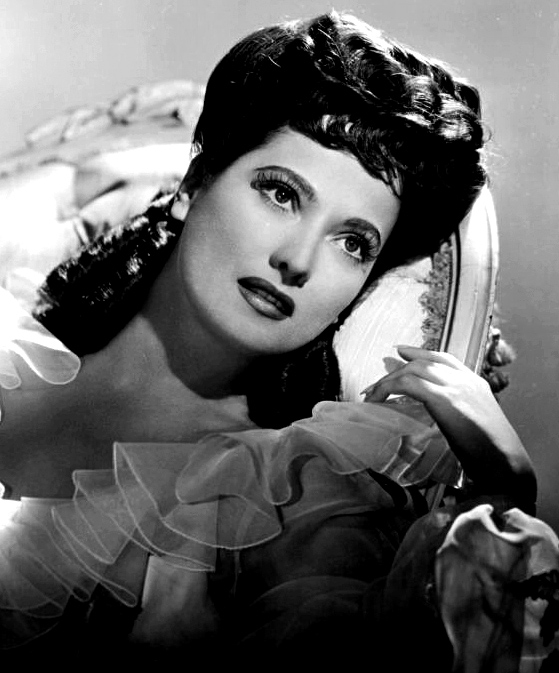
Merle Oberon
23 november

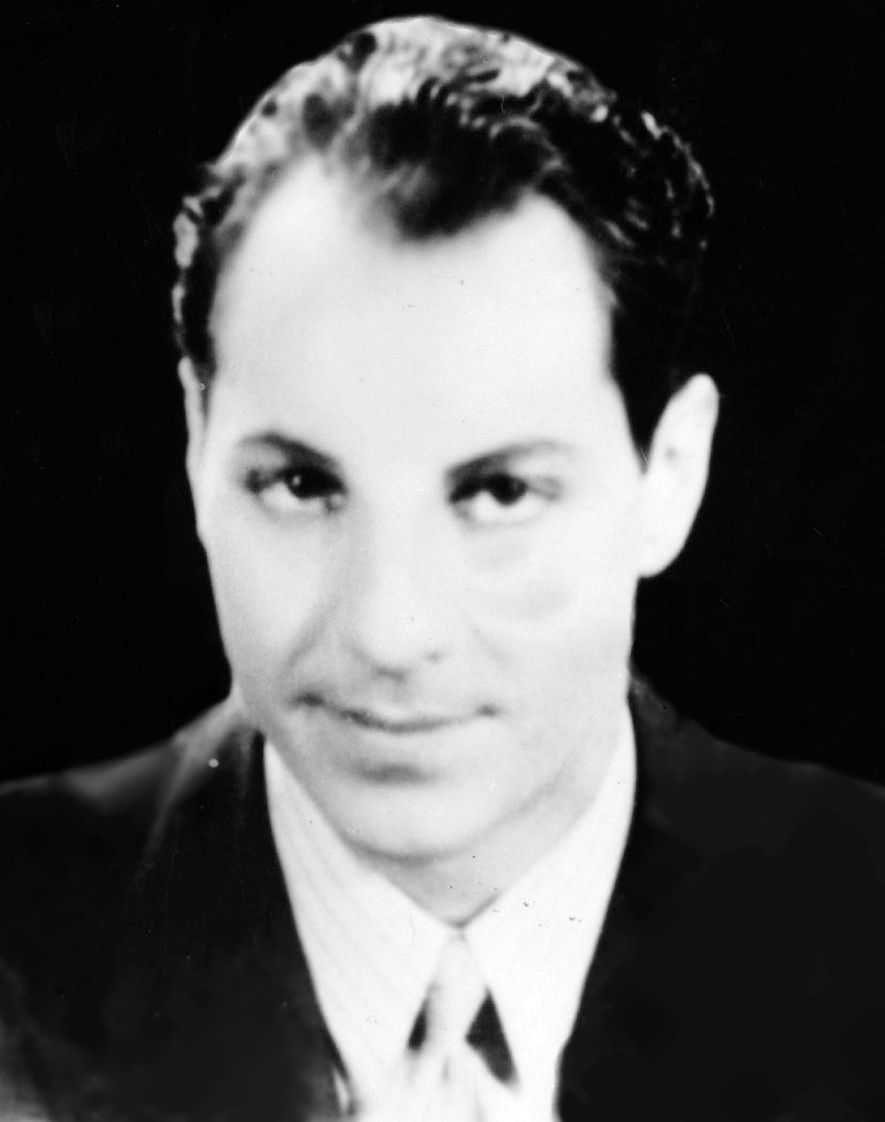
Zeppo Marx
30 november

| 1 | 2 | 3 | 4 | 5 | 6 | 7 | 8 | 9 | 10 | 11 | 12 | 13 | 14 | 15 | 16 | 17 | 18 | 19 | 20 | 21 | 22 | 23 | 24 | 25 | 26 | 27 | 28 | 29 | 30 |
| - | - | - | - | - | - | - | - | - | -- | -- | -- | -- | -- | -- | -- | -- | -- | -- | -- | -- | -- | -- | -- | -- | -- | -- | -- | -- | -- |

### 1 november
- Mamie Eisenhower (82), Amerikaans presidentsvrouw
- Philip van Pallandt (89), Nederlands baron en theosoof

### 2 november
- Jacques Mesrine (42), Frans misdadiger

### 3 november
- Ernst Julius Paul (71), Oostenrijks componist

### 4 november
- Johann Faber (77), Nederlands kunstschilder

### 6 november
- Chick Evans (89), Amerikaans golfer
- Cecil Purdy (73), Australisch schaker

### 8 november
- Wilfred Bion (82), Brits psychiater

### 11 november
- Dmitri Tjomkin (85), Amerikaans filmcomponist

### 12 november
- Willem Nieuwenkamp (76), Nederlands geoloog

### 14 november
- Alfred van Werven (59), Nederlands kunstenaar

### 15 november
- Camille Laurens (73), Frans politicus

### 16 november
- Edna Clarke Hall (100), Brits dichteres en kunstenares

### 17 november
- John Glascock (28), Brits bassist
- Immanuel Velikovsky (84), Russisch historicus en psycholoog

### 18 november
- Johan Carp (86), Nederlands jurist en collaborateur
- Kees Schuurman (81), Nederlands psychiater

### 19 november
- René Hansoul (69), Belgisch kunstschilder

### 22 november
- Frans de Bruijn Kops (93), Nederlands voetballer
- Josef Oberhauser (64), Duits oorlogsmisdadiger
- Nikolaj Tichonov (82), Russisch schrijver
- Anne Vondeling (63), Nederlands politicus

### 23 november
- Merle Oberon (68), Brits actrice
- Judee Sill (35), Amerikaans singer-songwriter

### 24 november
- Reg Armstrong (53), Brits motorcoureur

### 25 november
- Bauke Roolvink (67), Nederlands vakbondsbestuurder en politicus

### 26 november
- Marcel L'Herbier (91), Frans regisseur en scenarioschrijver

### 27 november
- Walter Dietrich (76), Zwitsers voetballer

### 28 november
- Nelly Degouy (69), Belgisch kunstenares

### 29 november
- R.F. Beerling (74), Nederlands filosoof
- Rudolf van Reest (82), Nederlands schrijver

### 30 november
- Zeppo Marx (78), Amerikaans acteur
- Emile Severeyns (48), Belgisch wielrenner
- Fernand Van Doorne (58), Belgisch politicus

## December

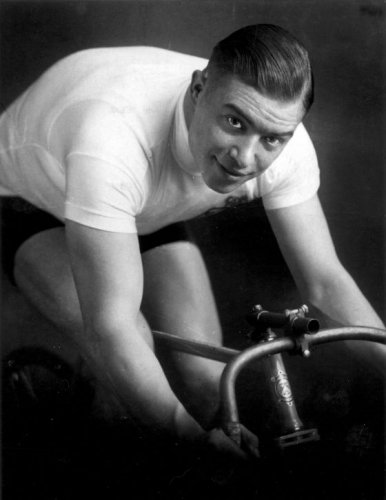
Jan Pijnenburg
2 december

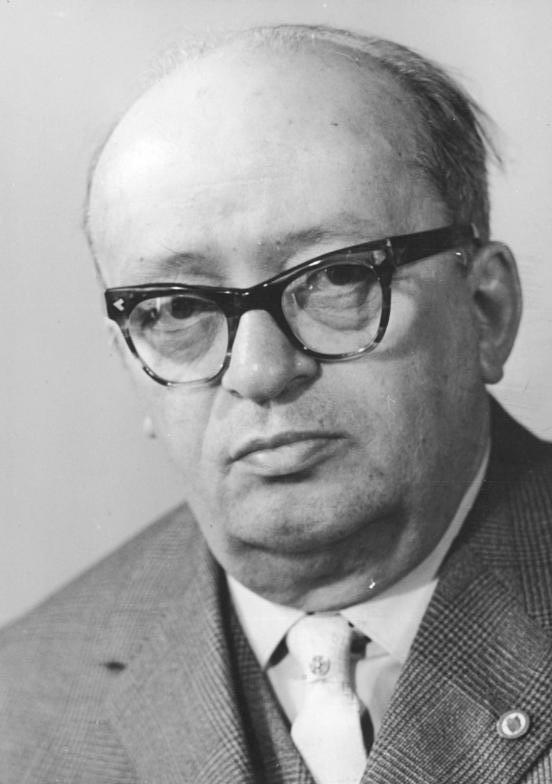
Friedrich Ebert jr.
4 december

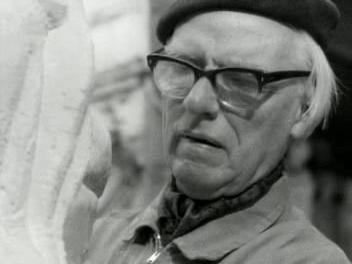
Mari Andriessen
7 december

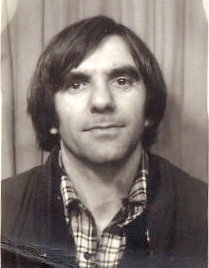
Rudi Dutschke
24 december

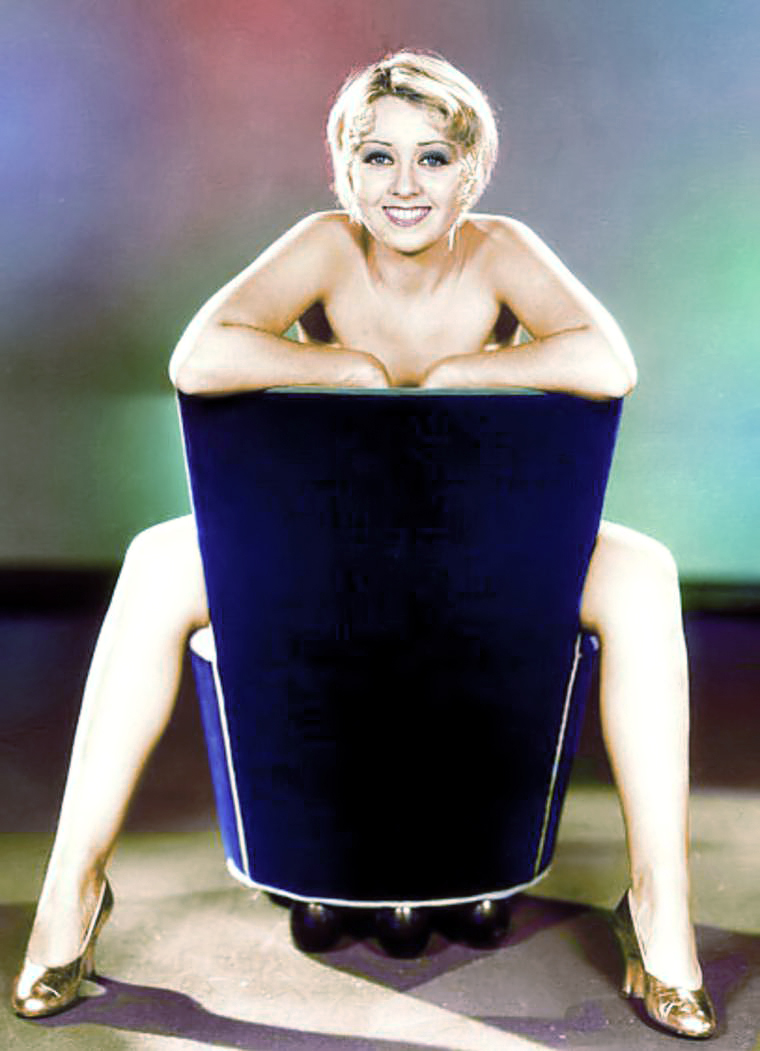
Joan Blondell
25 december

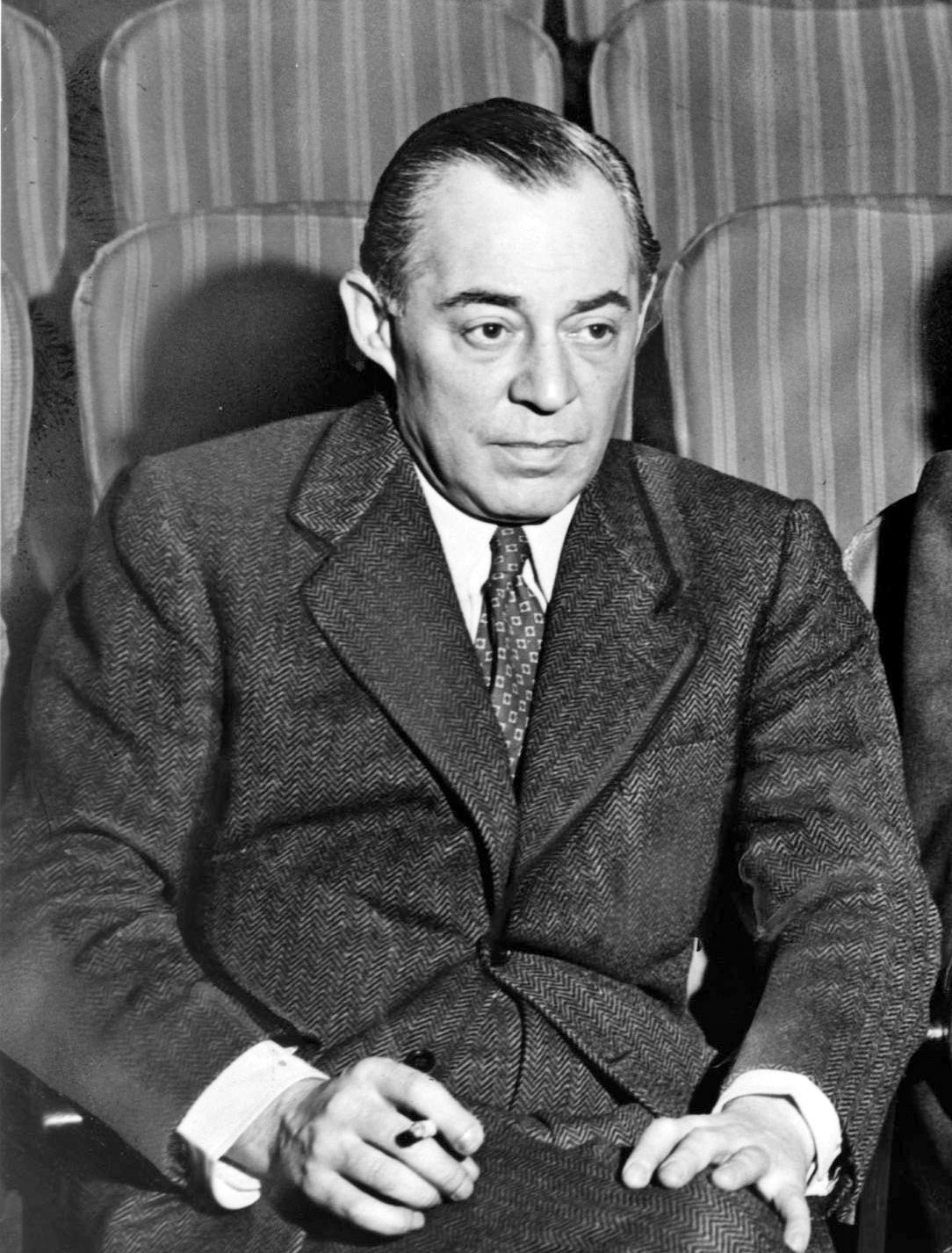
Richard Rodgers
30 december

| 1 | 2 | 3 | 4 | 5 | 6 | 7 | 8 | 9 | 10 | 11 | 12 | 13 | 14 | 15 | 16 | 17 | 18 | 19 | 20 | 21 | 22 | 23 | 24 | 25 | 26 | 27 | 28 | 29 | 30 | 31 |
| - | - | - | - | - | - | - | - | - | -- | -- | -- | -- | -- | -- | -- | -- | -- | -- | -- | -- | -- | -- | -- | -- | -- | -- | -- | -- | -- | -- |

### 2 december
- Jan Pijnenburg (73), Nederlands wielrenner

### 4 december
- Friedrich Ebert jr. (85), Oost-Duits politicus
- Walther Müller (74), Duits natuurkundige

### 5 december
- Sonia Delaunay-Terk (94), Oekraïens-Frans kunstenares

### 6 december
- Henri Huber (61), Zwitsers politicus

### 7 december
- Mari Andriessen (82), Nederlands beeldhouwer

### 9 december
- Gery Helderenberg (88), Belgisch dichter en geestelijke

### 10 december
- Ann Dvorak (67), Amerikaans actrice
- Cornelis Kan (87), Nederlands onderwijzer en sportpionier

### 11 december
- James Jerome Gibson (75), Amerikaans psycholoog
- Alphonse Vandergraesen (93), Belgisch politicus

### 12 december
- Elka de Levie (74), Nederlands gymnaste

### 13 december
- Alfred Bengsch (58), Duits kardinaal
- Jan de Roos (83), Nederlands straatzanger

### 14 december
- Gerard van Leur (62), Nederlands voetballer
- Alphons Remery (51), Nederlands burgemeester

### 15 december
- Alfons Van Achten (76), Belgisch atleet

### 16 december
- Omer Corteyn (83), Belgisch atleet
- Paul Roda (61), Nederlands liedjesschrijver

### 21 december
- Ermindo Onega (39), Argentijns voetballer

### 22 december
- Mária Mednyánszky (78), Hongaars tafeltennisster
- Darryl F. Zanuck (77), Amerikaans filmproducent

### 23 december
- Peggy Guggenheim (81), Amerikaans kunstverzamelaar
- Ernest B. Schoedsack (86), Amerikaans cinematograaf
- Dirk Stikker (82), Nederlands diplomaat en politicus

### 24 december
- Rudi Dutschke (39), Duits politiek activist

### 25 december
- Joan Blondell (73), Amerikaans actrice
- Cecilia Alberta Kloosterhuis (70), Nederlands historicus

### 26 december
- John Coats (73), Brits theosoof
- Helmut Hasse (81), Duits wiskundige
- François van Hoogstraten (88), Nederlands burgemeester
- Gerrit Kempe (68), Nederlands criminoloog
- André Vanoverbeke (54), Belgisch burgemeester

### 27 december
- Hafizullah Amin (50), president van Afghanistan
- Bernard Bijvoet (90), Nederlands architect

### 28 december
- John Norton (86), Amerikaans atleet
- Lucio Moreno Quintana (81), Argentijns diplomaat

### 29 december
- Lau Spel (79), Nederlands atleet

### 30 december
- Richard Rodgers (77), Amerikaans componist en theaterproducent

## Datum onbekend
- Johanna Maria IJssel de Schepper-Becker (93), Nederlands schrijfster

1900 ·
1901 ·
1902 ·
1903 ·
1904 ·
1905 ·
1906 ·
1907 ·
1908 ·
1909 ·
1910 ·
1911 ·
1912 ·
1913 ·
1914 ·
1915 ·
1916 ·
1917 ·
1918 ·
1919 ·
1920 ·
1921 ·
1922 ·
1923 ·
1924 ·
1925 ·
1926 ·
1927 ·
1928 ·
1929 ·
1930 ·
1931 ·
1932 ·
1933 ·
1934 ·
1935 ·
1936 ·
1937 ·
1938 ·
1939 ·
1940 ·
1941 ·
1942 ·
1943 ·
1944 ·
1945 ·
1946 ·
1947 ·
1948 ·
1949 ·
1950 ·
1951 ·
1952 ·
1953 ·
1954 ·
1955 ·
1956 ·
1957 ·
1958 ·
1959 ·
1960 ·
1961 ·
1962 ·
1963 ·
1964 ·
1965 ·
1966 ·
1967 ·
1968 ·
1969 ·
1970 ·
1971 ·
1972 ·
1973 ·
1974 ·
1975 ·
1976 ·
1977 ·
1978 ·
1979 ·
1980 ·
1981 ·
1982 ·
1983 ·
1984 ·
1985 ·
1986 ·
1987 ·
1988 ·
1989 ·
1990 ·
1991 ·
1992 ·
1993 ·
1994 ·
1995 ·
1996 ·
1997 ·
1998 ·
1999 ·
2000 ·
2001 ·
2002 ·
2003 ·
2004 ·
2005 ·
2006 ·
2007 ·
2008 ·
2009 ·
2010 ·
2011 ·
2012 ·
2013 ·
2014 ·
2015 ·
2016 ·
2017 ·
2018 ·
2019 ·
2020 ·
2021 ·
2022 ·
2023 ·
2024 ·
2025